# Роздільна
Розді́льна — прикордонне місто в Україні у західній частині Причорноморської низовини. Адміністративний центр Роздільнянського району Одеської області та Роздільнянської міської територіальної громади. Чисельність населення міста становить 17 122 особи (2025), міської територіальної громади — 31 863 особи. Відстань до облцентру становить близько 87 км і проходить автошляхами Т 1618 та E95.
Тут розташована вузлова станція Одеської залізниці, яка є вузлом міжнародного транспортного коридору. Залізнична колія розділяє місто з південного сходу на північний захід практично на дві рівні за площею частини.
Місто згідно з генеральною схемою планування територій України належить до міст, що прилягають до центрів систем розселення та входить до складу Одеської обласної системи розселення.

Є членом асоціації міст України.

## Історія
За 100 років до заснування населеного пункту ці землі належали до Єдисану — території Єдисанської Орди. За підсумками російсько-турецької війни (1768—1774) Російська імперія встановила протекторат над цією територією, отримавши вихід до Чорного моря, право мати свій флот на морі та право проходу через протоки Босфор і Дарданелли. Після чого почалося активне заселення регіону. На узбережжі швидкими темпами розвивалось портове місто Одеса, виникла потреба зв'язати його з великими містами імперії для швидкого перекидання вантажів. У зв'язку з цим було прийнято рішення про будівництво Південно-Західної залізниці.
Офіційною датою створення населеного пункту вважають 22 вересня 1863 року.
| Період                   | Прапор                                    | Країна                      | Адміністративне підпорядкування | Адміністративне підпорядкування                           | Період                                                    | Повіт волость, район                       | Період                        |
| ------------------------ | ----------------------------------------- | --------------------------- | ------------------------------- | --------------------------------------------------------- | --------------------------------------------------------- | ------------------------------------------ | ----------------------------- |
| 1863- 14.09.1917         |                                           | Російська імперія           | Херсонська губернія             | Херсонська губернія                                       | 1863- 06.03.1918                                          | Тираспольський повіт, Розаліївська волость | 1863-1906                     |
| 1863- 14.09.1917         | Тираспольський повіт, Понятівська волость | Російська імперія           | Херсонська губернія             | Херсонська губернія                                       | 1863- 06.03.1918                                          | 1906- 07.03.1923                           |                               |
| 14.09.1917- 07.11.1917   | Тираспольський повіт, Понятівська волость |                             | Херсонська губернія             | Херсонська губернія                                       | 1863- 06.03.1918                                          | 1906- 07.03.1923                           | Російська республіка          |
| 20.11.1917- 31.01.1918   | Тираспольський повіт, Понятівська волость |                             | Херсонська губернія             | Херсонська губернія                                       | 1863- 06.03.1918                                          | 1906- 07.03.1923                           | Українська Народна Республіка |
| 31.01.1918- 13.03.1918   | Тираспольський повіт, Понятівська волость |                             | Херсонська губернія             | Херсонська губернія                                       | 1863- 06.03.1918                                          | 1906- 07.03.1923                           | Одеська радянська республіка  |
| 13.03.1918- 29.04.1918-  | Тираспольський повіт, Понятівська волость |                             | Українська Народна Республіка   | земля Подністров'я (проєкт поділу УНР по М. Грушевському) | земля Подністров'я (проєкт поділу УНР по М. Грушевському) | 1906- 07.03.1923                           | 06.03.1918- 29.04.1918        |
| 29.04.1918- 14.12.1918   | Тираспольський повіт, Понятівська волость |                             | Українська держава              | Херсонська губернія                                       | Херсонська губернія                                       | 1906- 07.03.1923                           | 29.04.1918- 28.01.1920        |
| 14.12.1918- січень 1919  | Тираспольський повіт, Понятівська волость |                             | Українська Народна Республіка   | Херсонська губернія                                       | Херсонська губернія                                       | 1906- 07.03.1923                           | 29.04.1918- 28.01.1920        |
| січень 1919 — 13.02.1920 | Тираспольський повіт, Понятівська волость | Міжвладдя                   | Міжвладдя                       | Херсонська губернія                                       | Херсонська губернія                                       | 1906- 07.03.1923                           | 29.04.1918- 28.01.1920        |
| січень 1919 — 13.02.1920 | Тираспольський повіт, Понятівська волость | Міжвладдя                   | Міжвладдя                       | Одеська губернія                                          | Одеська губернія                                          | 1906- 07.03.1923                           | 28.01.1920- 01.08.1925        |
| 13.02.1920*- 30.12.1922  | Тираспольський повіт, Понятівська волость |                             | Українська СРР                  | Одеська губернія                                          | Одеська губернія                                          | 1906- 07.03.1923                           | 28.01.1920- 01.08.1925        |
| 30.12.1922- 08.08.1941   | Тираспольський повіт, Понятівська волость |                             | СРСР                            | УРСР                                                      | Одеська губернія                                          | 1906- 07.03.1923                           | 28.01.1920- 01.08.1925        |
| 30.12.1922- 08.08.1941   | Янівський (Тарасошевченківський) район    | 07.03.1923- 15.09.1930      | СРСР                            | УРСР                                                      | Одеська губернія                                          |                                            | 28.01.1920- 01.08.1925        |
| 30.12.1922- 08.08.1941   | Янівський (Тарасошевченківський) район    | 07.03.1923- 15.09.1930      | СРСР                            | УРСР                                                      | Одеська округа                                            | 01.08.1925- 15.09.1930                     |                               |
| 30.12.1922- 08.08.1941   | Роздільнянський район                     | Роздільнянський район       | Роздільнянський район           | УРСР                                                      | 15.09.1930- 27.02.1932                                    |                                            |                               |
| 30.12.1922- 08.08.1941   | Одеська область                           | 27.02.1932- 08.08.1941      | СРСР                            | УРСР                                                      | Роздільнянський район                                     | 27.02.1932- 08.08.1941                     |                               |
| 08.08.1941- 04.04.1944   |                                           | губернаторство Трансністрія | Тираспольський жудець           | Тираспольський жудець                                     | 19.08.1941- 04.04.1944                                    | район Роздільна                            | 19.08.1941- 04.04.1944        |
| 04.04.1944- 24.08.1991   |                                           | СРСР                        | УРСР                            | Одеська область                                           | 04.04.1944- 24.08.1991                                    | Роздільнянський район (радянський поділ)   | 04.04.1944- 24.08.1991        |
| 24.08.1991- завжди       |                                           | Україна                     | Одеська область                 | Одеська область                                           | 24.08.1991- сьогодні                                      | Роздільнянський район (радянський поділ)   | 04.04.1944- 24.08.1991        |
| 24.08.1991- завжди       | 24.08.1991- 17.07.2020                    | Україна                     | Одеська область                 | Одеська область                                           | 24.08.1991- сьогодні                                      | Роздільнянський район (радянський поділ)   |                               |
| 24.08.1991- завжди       | Роздільнянський район (сучасний поділ)    | Україна                     | Одеська область                 | Одеська область                                           | 24.08.1991- сьогодні                                      | 17.07.2020- сьогодні                       |                               |

* офіційно УСРР була утворена 10 березня 1919 року, але остаточно радянська влада зміцнилася в населеному пункті у лютому 1920 року.

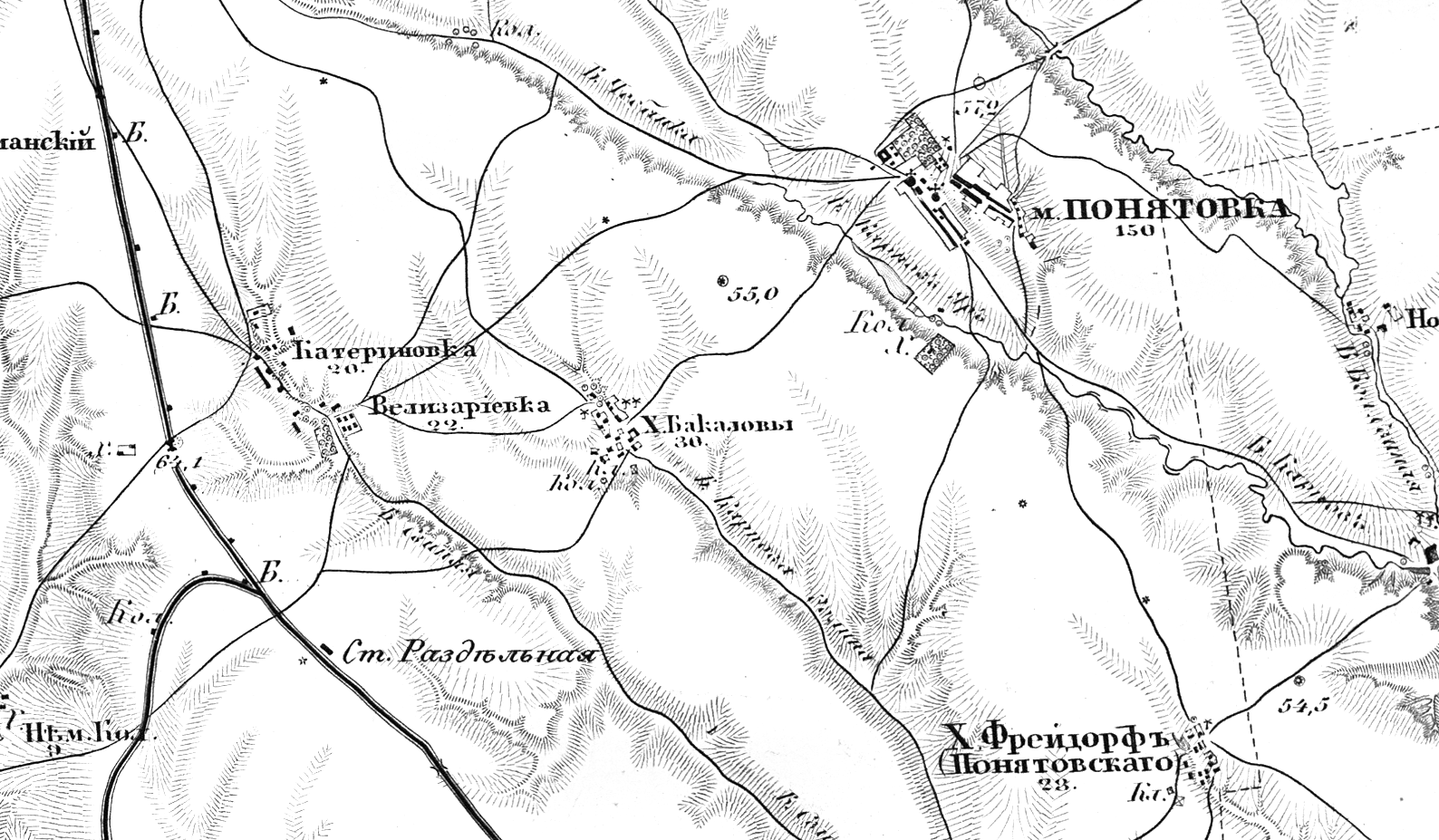
Станція Роздільна на військово-топографічній карті Російської Імперії (1868—1877 рр.)

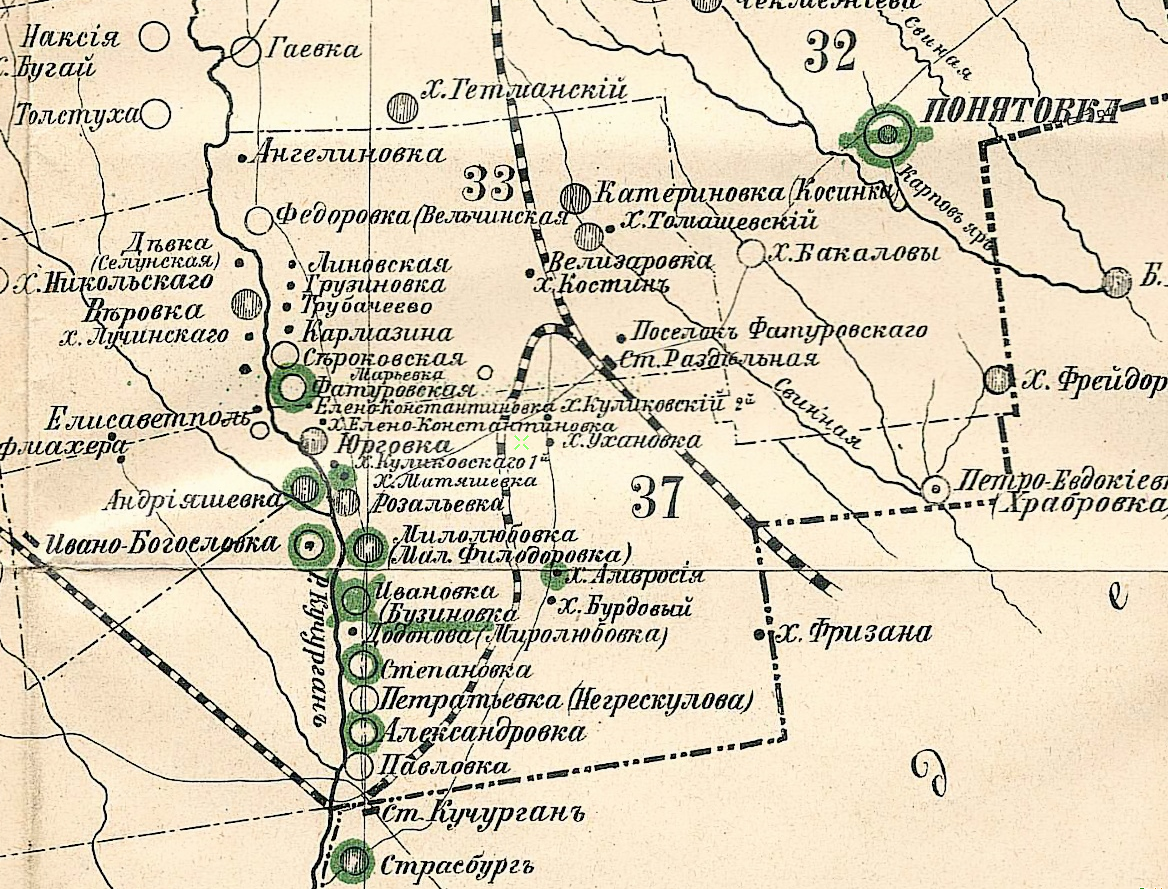
Станція Роздільна на карті Тираспольського повіту (1886)

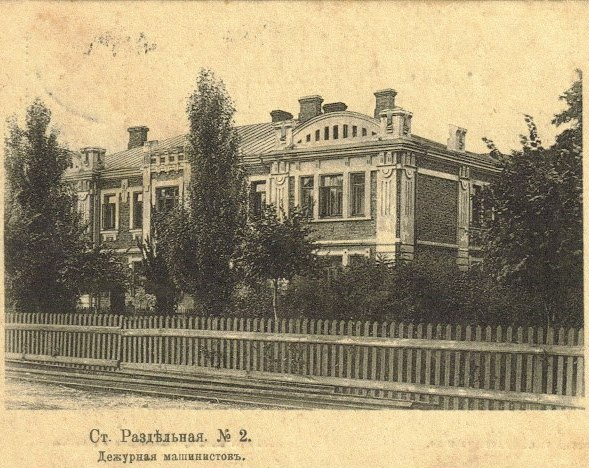
Чергова машиністів 1914 (1916)

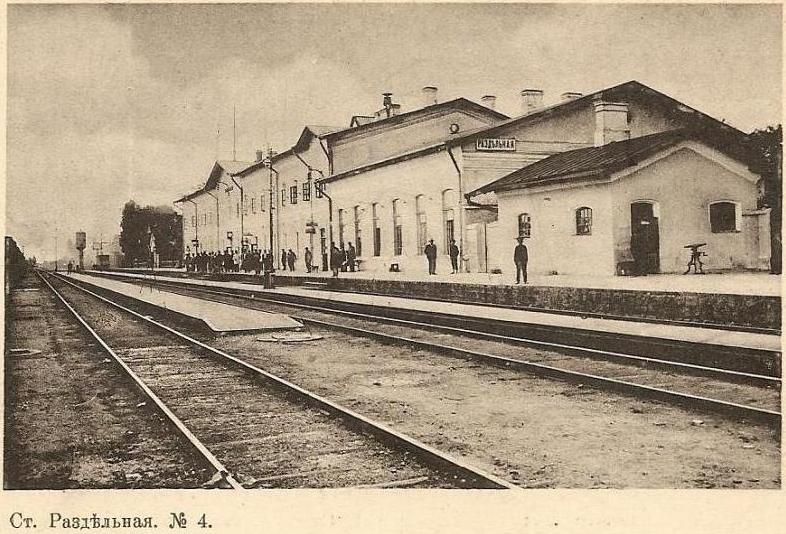
Вокзал (1914)

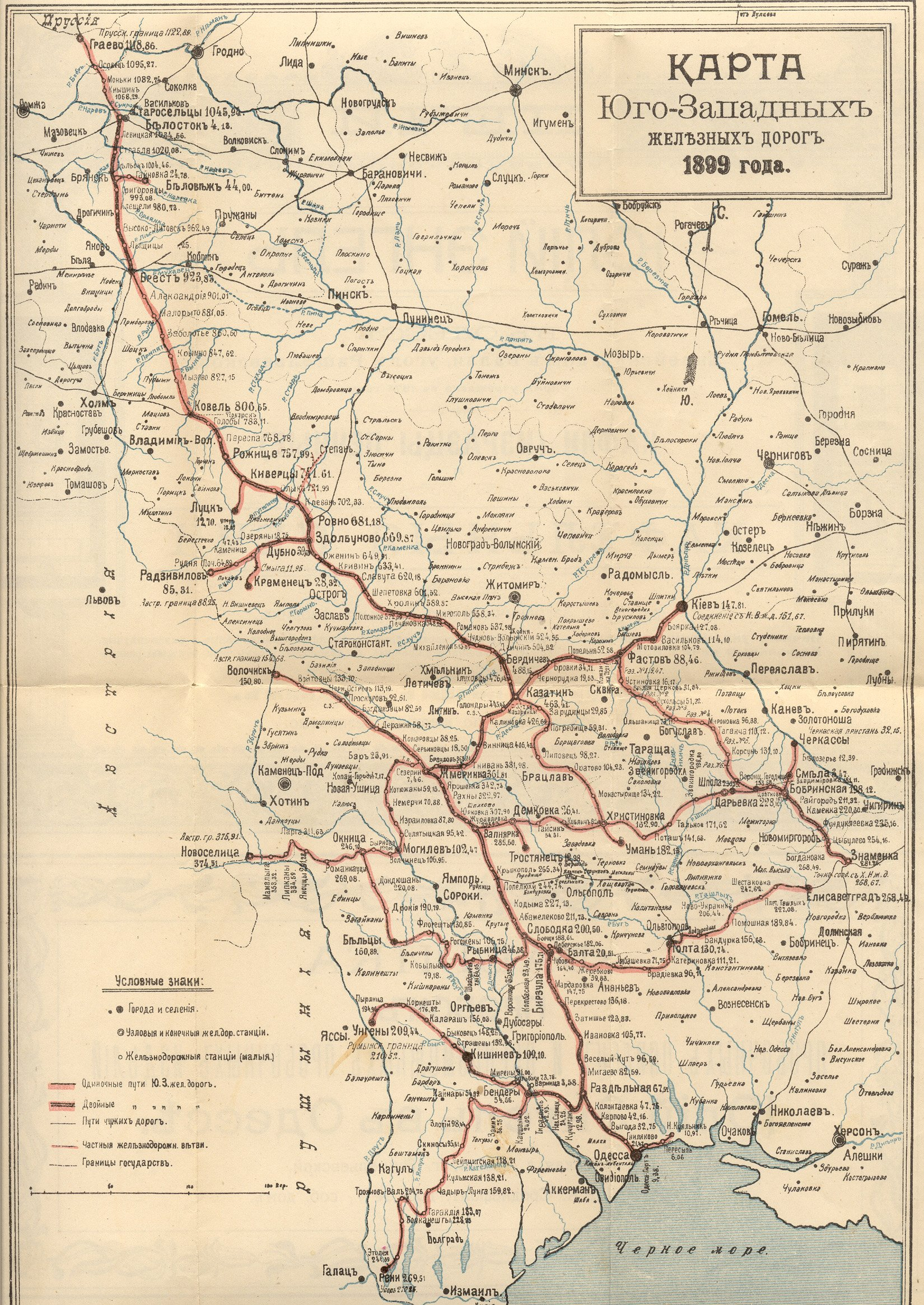
Роздільна на карті Південно-Західної залізниці (1899 р.)

Населений пункт заснований у 1863 році у зв'язку з прокладенням залізниці, з 1890-х років значний залізничний вузол. Хлібний, маслоробний, виноробний завод, промисловий і харчовий комбінати.
Станція Роздільна — один із найбільших і найважливіших у стратегічному плані залізничних вузлів України — завжди являла собою економічний інтерес держави, як один із найпотужніших транспортних коридорів до країн Європи.
Докладніше: Станція Роздільна I
Як населений пункт Роздільна виникла у період будівництва залізниці Одеса-Балта (1863—1865 рр).
У 1887 році у селищі Фатуровського при станції Роздільна Розалівської волості мешкала 101 особа (60 чоловіків та 41 жінка).
В 1896 році на залізничній станції Роздільна та селищах (Гросул-Толстого, Федорова, Платонова, Костіна) Розаліївської волості Тираспольського повіту Херсонської губернії, було 20 дворів, в яких мешкало 179 осіб (78 чоловіків і 101 жінка). В населеному пункті була поштово-телеграфна контора, метеорологічна станція, аптека, лавка, винний погріб, трактир, 2 буфета, 2 корчми, чайна, заїжджий двір.
У 1906 році Роздільна входила до складу Понятівської волості, нараховувала 72 двори,1174 особи (673 чол., 501 жін.), при станції мешкало 685 осіб, ще 489 на землях поміщиків Гросул-Толстого, Федорова, Платонова, Костіна. Відстань до повітового міста складала 39 верст повз Розалівку (до якої 8 верст), до волосного правління у Понятівці — 9 верст.
У населеному пункті був земський амбулаторно-лікарський пункт з приймальним покоєм на два ліжка, 1 лікар, 1 фельдшер, 1 фельдшер-акушер; земська пошта, винна лавка, щотижневі базари у неділю. Питною водою селян забезпечувала залізнична водокачка, що розміщувалася за 9 верст від залізничної станції та качала воду з колодязя у містечку Павлівка.
На 1913—1914 роки в Роздільній діяла поштово-телеграфна установа, поштово-телеграфним конторським начальником був — надвірний радник Леонід Михайлович Дилевський, помічником його був — губернський секретар Фома Миколайович Фенюк. Також існував в селищі приймальний покій, лікарем якого був Михайло-Болеслав Іванович Денбовський. В Роздільній працювала аптека дружин провізора Ковнер.
19 червня 1918 року на артилерійських складах біля станції стався потужний вибух. Вибух почули навіть на залізничній станції Єреміївка (20 км від Роздільної). О 16 годині почалася пожежа в одному з базисних артилерійських складів. До 17-ї години пожежа була ліквідована. Внаслідок вибуху постраждало 30 людей: загинуло —3, важко поранено — 11 залізничних службовців та 2 солдатів-мадяр, решта — легко поранені.
У 1926 році Роздільна Одеської округи стала центром селищної ради.
15 вересня 1930 року було ліквідовано Одеську округу, райони перейшли у пряме підпорядкування центральним органам влади, Янівський район було перейменовано на Роздільнянський, центр перенесено з Янівки до Роздільної.
5 травня 1931 року засновано місцеву газету «Роздільнянський колгоспник», згодом газета отримала назву «Вперед».
У 1938 році надано статус смт.
У 1937-1938 роках за антирадянську діяльність були репресовані та засуджені до розстрілу уродженці Роздільної: Григор'єв Михайло Іванович, Муякі Микола Іванович, Охремовський Тимофій Володимирович, Царюк Ілля Трофимович, Бербеко Олександр Тихонович, Киреєв Никифор Миколайович, Куртов Никифор Яковлевич. У 1938 році засуджений до 6 років позбавлення волі начальник оперативного пункту станції Роздільна, молодший лентинант міліції, Тяжкораб Павло Селиверстович.
Під час Другої світової війни до лав Червоної Армії вступили 466 жителів Роздільної, з них 158 загинули до кінця війни. Бомбардування Роздільної почалося 12 липня 1941 року. 8 серпня 1941 року селище було захоплене німецько-румунськими військами та перебувало в окупації 32 місяці. Роздільна увійшла до складу Тираспольського жудеця губернаторства Трансністрія королівства Румунія, залишаючись центром Роздільнянського району. 4 квітня 1944 року з Роздільної було вигнано нацистських окупантів.
Репресовані уродженці Роздільної німецького походження під час Другої світової війни: Шац Франц Варфоломійович, засуджений в 1941 році до позбавлення волі на 10 років у таборі, Машталлер Антон Казимирович.
Рішенням виконавчого комітету Одеської обласної ради від 8 травня 1957 року смт Роздільна віднесено до категорії міст районного підпорядкування.
У 1962 році у місті збудовано молокозавод.
30 грудня 1962 року Роздільна стала містом обласного значення.
4 січня 1965 року Роздільну знов віднесли до категорії міст районного підпорядкування.
Станом на 1 травня 1967 року у місті знаходився господарський центр розсадницького радгоспу «Роздільнянський».
У 1967 році було прокладено додатково 4,8 км водопроводу, відкрита автобусна станція, почалося будівництво автошляху до Єреміївки.
У 1970 році було відкрито кінотеатр «Ювілейний». Влітку 1971 року у місті було розпочато будівництво заводу ковальсько-пресового устаткування Одеського виробничого об'єднання «Пресмаш».
Протягом 1971—1975 років у місті були побудовані: районний палац культури з глядацькою залою на 500 місць, середню школу на 960 місць, готель, районний вузол зв'язку, автостанцію, 5 гуртожитків, інтернат для школярів і дитячі садочки, їдальню, кафе. Також у цей період 500 сімей отримало нові квартири, прокладено 7 км водопроводу, відкрита газобалонна станція.
У вересні 1980 року при об'єднанні станцій Роздільна I і Роздільна-Сортувальна новостворена станція увійшла в перелік 100 важливіших станцій.
У 1987 році у місті було відкрито історико-краєзнавчий музей.
У 1988 році були розширені межі міста за рахунок приєднання території племптахозаводу «Роздільнянський» загальною площею 54,9 гектара.
18 листопада 2003 року відкритий новий сучасний вокзал. На відкритті був присутній міністр транспорту України Георгій Кірпа.
14 жовтня 2008 року відбулося відкриття пам'ятника Тарасу Шевченку, створеного на кошти, отримані з добровільних пожертв роздільнянців.
З квітня 2016 року у місті відбуваються парафіяльні відпусти у новоспорудженому Костелі Божого милосердя.
З червня 2017 року проводять служби у новозбудованому храмі Святого Інокентія Одеського.
У результаті адміністративно-територіальної реформи місто після місцевих виборів у жовтні 2020 року ввійшло до складу Роздільнянської міської територіальної громади.

## Топоніміка

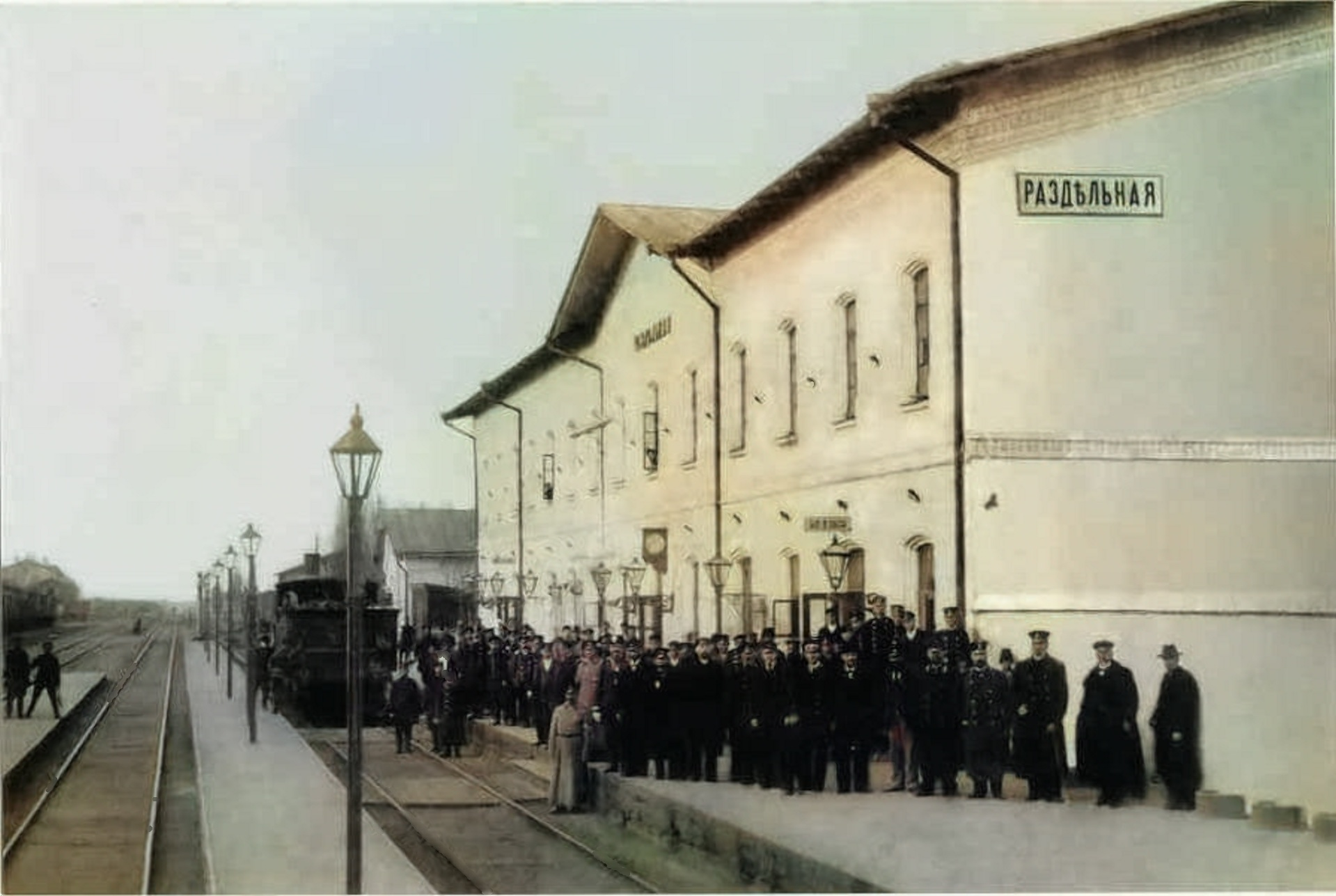
Залізничний вокзал станції Роздільна на початку XX ст.

За однією з версій, станція отримала таку назву у зв'язку з тим, що тут залізнична магістраль розділяється на Одесу і Тирасполь.
Згідно з іншою версією, біля залізничної станції був ставок, який в посушливі роки пересихав та утворювалося два басейни розділених лінією суші. На цьому місці була побудована водокачка, яка давала воду для паротягів. Через це станцію і назвали Водо-Роздільною. Згодом елемент Водо- відпав і залишилася тільки друга її частина — Роздільна.
Дореволюційне написання: Раздѣльная.
У дорадянській українській мові відбувалося випущення звуку Н у словах похідних від топонімів закінчених на -на, -не, -ни, -ний, -но, щоб запобігти збігові приголосних. Згідно з тодішньою парадигмою мало би бути
Розді́льна — розді́ленський — розді́ленщина — розді́ленець.

## Умовний поділ міста
Серед місцевого населення існує умовний поділ населеного пункту на мікрорайони:
- Центр (розташовані основні громадські споруди);
- Західній район або «та сторона» (відносно залізниці, яка розділяє місто майже на дві однакові частини);
- Східний район;
- Воєнбуд (перші квартали вулиць та провулків від колишньої військової будівельної частини);
- Мехколона (забудова домівок працівників механізованої колони № 61);
- Друга Роздільна (місцевість колишньої приміської залізничної станції «Роздільна II»);
- Гарем;
- Бугаї.

## Фізико-географічна характеристика

### Геологія, географія і рельєф
Згідно з тектонічною схемою місто розташоване в Причорноморській западині, що входить до складу Східно-Європейської платформи. Географічно місто розташоване в Дністровській долині в західній частині Причорноморської низовини, яка є частиною Східно-Європейської рівнини. З корисних копалин на півночі від міста розвідані малі непромислові запаси гіпсу, а на півдні — малі промислові запаси цегляної глини.
Найвища точка — 151 м у районі лікарняного парку, в середньому по місту — 140—148 м. Від вулиці Кишинівської у бік Матишівки висота над рівнем моря падає до 118 м. Ще кардинальнішими перепади висоти спостерігаються за містом, при виїзді з вулиці Молодіжної, на трасі О161930 у напямку до села Бакалове, де позначка сягає 77 м.
* село Кучурган — прикордонний пункт на кордоні з Молдовою
Відстань між Роздільною й Одесою: 72 км (залізницею) і 88 км (автошляхом). Районний центр знаходиться в південній частині Роздільнянського району. Площа міста складає 9,77 км2. Межує з селами Нові Чобручі на півночі та Матишівкою на південному заході. Роздільна підноситься над рівнем моря на 125—147 м, найвища точка — 149 м у районі військкомату. Місто розташоване в Правобережній провінції Північностепової підзони Степової зони. Основний тип ґрунту — чорнозем звичайний.

### Сейсмічна активність
Роздільна знаходиться в сейсмічно активній зоні Вранча. Максимально можливий землетрус на цій території — 7 балів за шкалою MSK-64. Найближча станція, що здійснює сейсмомоніторинг, знаходиться в Балті. Найпотужнішим землетрусом, який відчувався в Роздільній, був Карпатський землетрус 10 листопада 1940 року. Потужність за шкалою Ріхтера в місті склала 7,0. Трохи менш відчутний — Бухарестський землетрус 4 березня 1977 року, а також менш слабкі — 30 серпня 1986-го і два землетруси 1990 року: 30 травня (5 балів) та 31 травня (4 бали).
Найдавніші землетруси на території населеного пункту були зафіксовані 27 квітня 1865 року та 25 грудня 1880 року (6 балів).

### Гідрологія
Роздільна розташована в басейні річки Дністер, а саме — на самій східній околиці басейну малої річки (притоки Дністра) Кучурган. І не потрапляє в уразливі зони паводків. Місто знаходиться в зоні недостатньої водності.
Основне водопостачання Роздільної здійснюється водопроводом з села Степанівка, але на території міста також функціонують артезіанські свердловини.
```
На протилежному боці від Старого кладовища знаходиться ставок Першого Травня.
```

Територією міста протікають струмки, що пересихають, які повноводні тільки в період сніжних зим. Вони впадають в річку Кучурган на південному заході й річку Свина на південному сході від міста.

### Клімат
Клімат Роздільної помірно-континентальний. Місто розташовується в західній підобласті Атлантико-континентальної степової області помірного поясу. За класифікацією кліматів Кеппена класифікується як Cfa (помірний клімат без посушливого сезону зі спекотним літом).
Середньорічна температура повітря — +11,1 °C, середньомісячна температура найтеплішого місяця липня — +23,7 °C, найхолоднішого місяця січня — –1,8 °C. Середня температура змінюється протягом року на 25,6 °C. Найвища температура повітря, яка була зафіксована на місцевій метеостанції, — +37 °C, найнижча — –29 °C.
| Клімат Роздільної                            | Клімат Роздільної | Клімат Роздільної | Клімат Роздільної | Клімат Роздільної | Клімат Роздільної | Клімат Роздільної | Клімат Роздільної | Клімат Роздільної | Клімат Роздільної | Клімат Роздільної | Клімат Роздільної | Клімат Роздільної | Клімат Роздільної |
| Показник                                     | Січ.              | Лют.              | Бер.              | Квіт.             | Трав.             | Черв.             | Лип.              | Серп.             | Вер.              | Жовт.             | Лист.             | Груд.             | Рік               |
| Середній максимум, °C                        | 1,1               | 3,5               | 8,9               | 15,7              | 22,2              | 26,0              | 28,6              | 28,5              | 22,2              | 15,0              | 8,6               | 3,3               | 15,3              |
| Середня температура, °C                      | −1,8              | −0,1              | 4,4               | 10,7              | 17,1              | 21,3              | 23,7              | 23,5              | 17,5              | 10,9              | 5,6               | 0,6               | 11,1              |
| Середній мінімум, °C                         | −4,8              | −3,6              | −0,1              | 5,4               | 11,3              | 15,9              | 18,4              | 18,2              | 12,9              | 7,0               | 2,7               | −2                | 6,8               |
| Норма опадів, мм                             | 39                | 29                | 34                | 40                | 46                | 59                | 43                | 36                | 42                | 37                | 35                | 35                | 475               |
| Днів з опадами                               | 5                 | 4                 | 6                 | 6                 | 6                 | 6                 | 5                 | 4                 | 4                 | 4                 | 4                 | 5                 | 59                |
| Вологість повітря, %                         | 82                | 77                | 71                | 65                | 59                | 57                | 55                | 52                | 60                | 70                | 80                | 80                | 67                |
| -------------------------------------------- | ----------------- | ----------------- | ----------------- | ----------------- | ----------------- | ----------------- | ----------------- | ----------------- | ----------------- | ----------------- | ----------------- | ----------------- | ----------------- |
| Джерело: Climate-Data.org та Погода і клімат |                   |                   |                   |                   |                   |                   |                   |                   |                   |                   |                   |                   |                   |

Переважні вітри: липень — північно-західний, січень — північно-східний. Середня швидкість вітру протягом року коливається від 2,6 до 3,7 м/с, максимальна швидкість спостерігається у жовтні — 33 м/с Найбільша кількість сонячних днів у серпні, в середньому 8,4, найменша — у грудні (1,6). Найбільша кількість похмурих днів у грудні — 14,8, найменша — у серпні (2,1).
Середньорічна кількість опадів — 475 мм. Найпосушливіший місяць — лютий, у лютому випадає в середньому 29 мм опадів. Найбільша кількість опадів випадає в червні, в середньому 59 мм. Кількість опадів коливається на 30 мм між посушливим місяцем і найвологішим місяцем. У середньому за сезон робіт (за 7 місяців: квітень-вересень) випадає 165,9 мм опадів. Протягом 1980—2010 років найменше опадів у сезон робіт було зафіксовано з показниками 46,6 мм, найбільше — 282,1 мм.
Метеорологічна станція в Роздільній існує практично з моменту заснування населеного пункту, а саме — з 1899 року. Зараз вона входить в державну мережу метеоспостережень та належить до мережі метеорологічних станцій у басейні Дністра.

### Рослинність
У південно-східному напрямку відразу ж за містом знаходиться невеликий ліс, у периметрі близько 4,5 км. У центральній частині міста є декілька парків, де ростуть клени, тополі, дуби, каштани. У парку Т. Шевченка ростуть багаторічні троянди і безліч різних однорічних квітів. Оскільки це практично одноповерхове місто, з невеликою кількістю багатоквартирних будинків, то більшість фруктових дерев росте прямо вздовж доріг у приватному секторі, а самеː вишня, черешня, яблуня, персик, абрикос. Власники приватних будинків висаджують уздовж своїх ділянок кущі жасмину, троянди, тюльпани та інші різні рослини. Деякі регулярно косять траву на присадибних ділянках, тому вулиці міста в літній час виглядають затишно.

### Охорона природи
Місто розташоване на території із забрудненим навколишнім середовищем. У зв'язку з цим проводяться відповідні заходи:
- Економне використання води.

- Запобігання забрудненню й очищення використаних вод у промисловості та комунальному господарстві.

- Запобігання забрудненню атмосферного повітря введенням на підприємствах систем пилогазоочистки й вдосконалення транспортних засобів.

## Влада

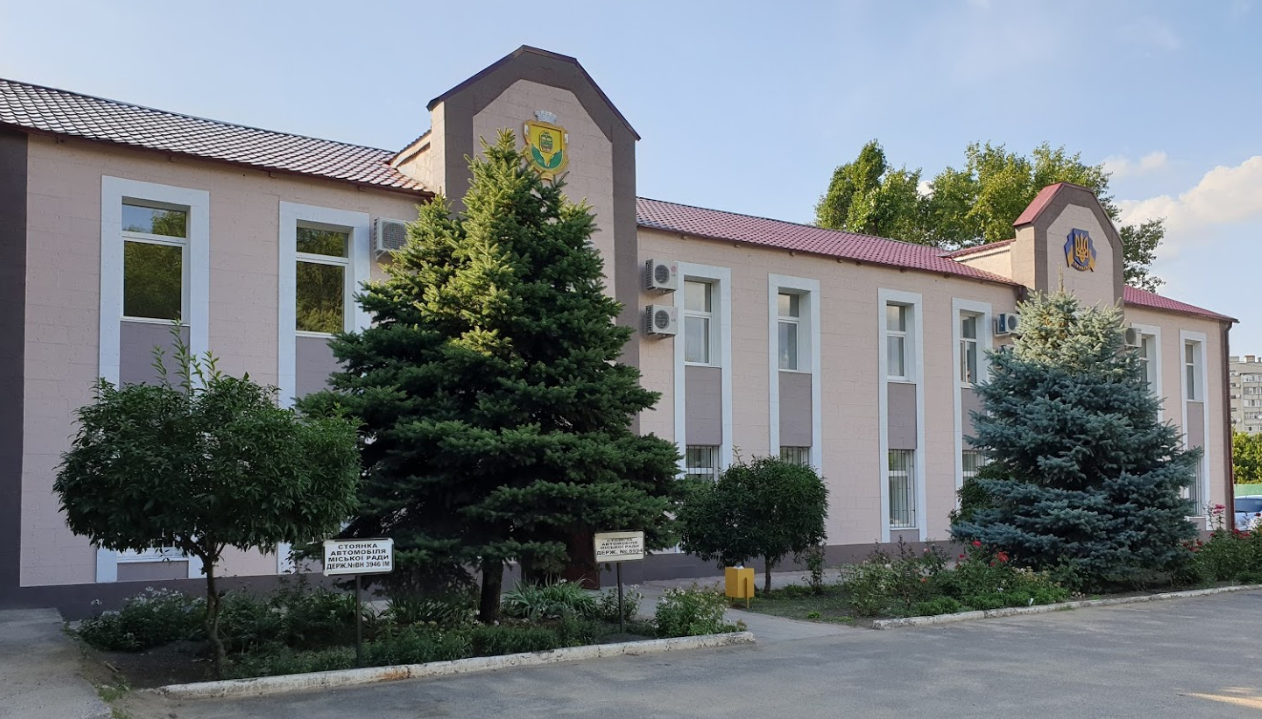
Будівля Роздільнянського міської ради

Місто разом з 50 селами входить до складу Роздільнянської міської територіальної громади, яка підпорядкована Роздільнянській міській раді. До складу Роздільнянської міської ради входять 26 депутатів, що обираються громадою строком на 5 років. За результатами місцевих виборів 2020 року, міська рада поділяється на такі депутатські групи та фракції: Опозиційна платформа — За життя (7 депутатів), Довіряй ділам (5), «Європейська солідарність» (3), Всеукраїнське об'єднання «Батьківщина» (3), «Слуга народу» (3), «Наш край» (3), «За майбутнє» (2). Виконавчу владу в місті очолює міський голова та виконавчий комітет. У ході місцевих виборів 2020 року міським головою Одеси було обрано Шовкалюка Валерія Олександровича.
Роздільнянська міська територіальна громада разом ще з 8 громадами входить до складу Роздільнянського району, який підпорядкований Роздільнянській районній раді. До складу районної ради входять 38 депутатів, що обираються мешканцями району строком на 5 років. За результатами місцевих виборів 2020 року, районна рада поділяється на такі депутатські групи та фракції: Опозиційна платформа — За життя (13 депутатів), Всеукраїнське об'єднання «Батьківщина» (6), «Європейська солідарність» (5), «Слуга народу» (5), Довіряй ділам (3), «Наш край» (3), «За майбутнє» (3). Головою районної ради VIII скликання на 1 сесії, що відбулася 24 листопада 2020 року, було обрано Пресмана Олександра Семеновича.

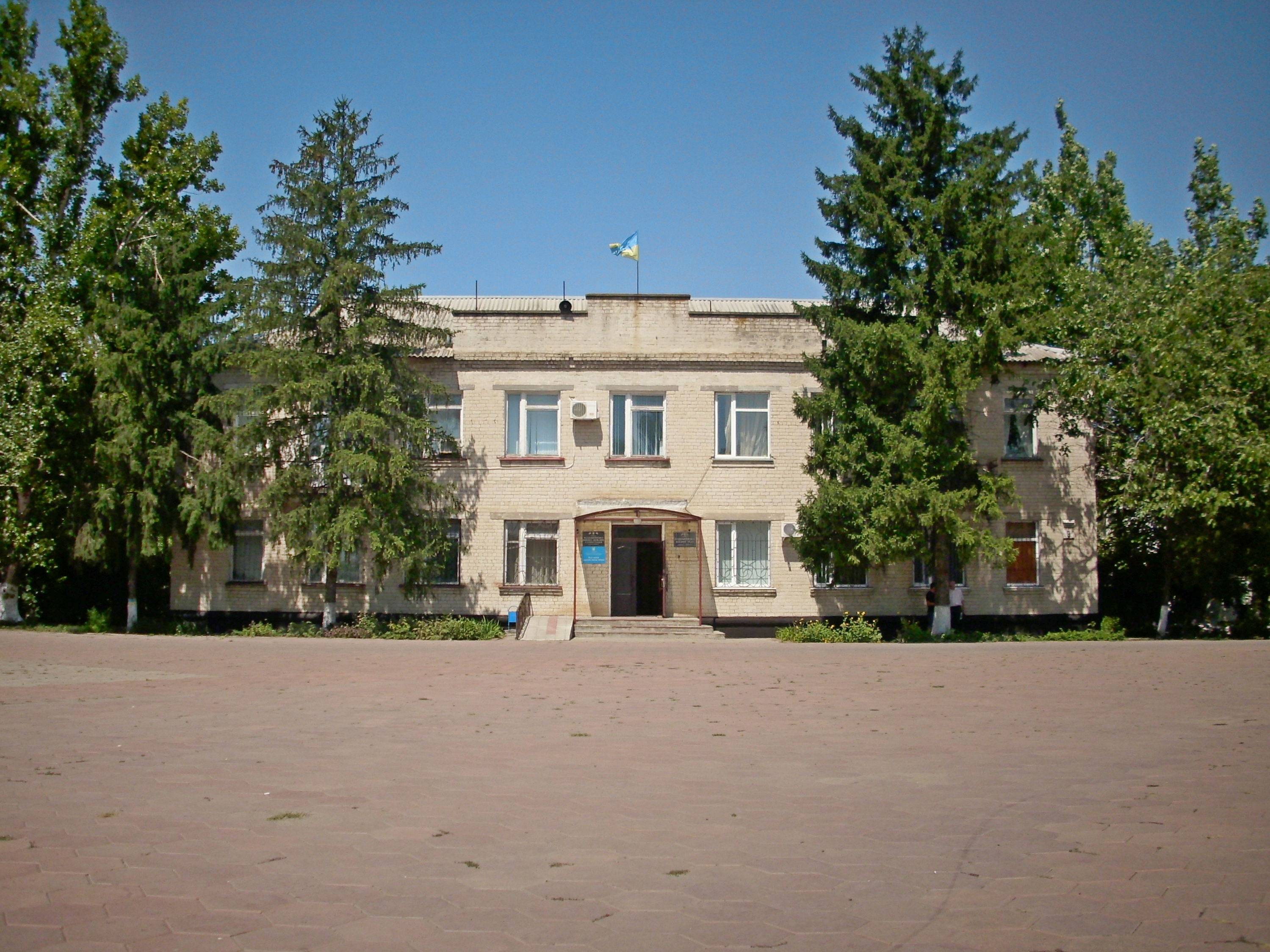
Будівля Роздільнянської районної державної адміністрації та районної ради (2014 рік)

Великий політичний вплив у місті та Роздільнянському районі має Роздільнянська районна державна адміністрація та, зокрема, її голова. Він, як представник Президента України, керує виконавчою владою не тільки на рівні міста, а й на території всього району. 15 січня 2020 року на цю посаду було призначено Приходько Сергія Миколайовича, який також є депутатом Роздільнянської районної ради.
Кількість виборців на 30 вересня 2021 року — 14116.
Місто входить до 139 виборчого округу. На території міста знаходиться 6 великих виборчих дільниць (510727—510732). На виборах до міської ради місто входить до 1, 2 та 3 територіальних виборчих округів, на виборах до районної ради — ТВО № 1 і № 2, на виборах до обласної ради — ТВО № 4.

## Представництво державних органів у місті
У місті розташовані будівлі таких органів та організацій:
- Роздільнянської міська рада: вул. Муніципальна, 17[75]
- Роздільнянська районна рада: вул. Незалежності 9[76]
- Роздільнянська районна державна адміністрація: вул. Незалежності, 9[77]
- Управління соціального захисту населення Роздільнянської районної державної адміністрації Одеської області: вул. Європейська, 37а[78]
- Відділ освіти, культури, молоді та спорту Роздільнянської районної державної адміністрації Одеської області: вул. Муніципальна, 17[79]
- Відділ ведення Державного реєстру виборців апарату Роздільнянської райдержадміністрації: вул. Незалежності, 9[80]
- Відділ житлово-комунального господарства, містобудування, архітектури, інфраструктури, енергетики та захисту довкілля Роздільнянської районної державної адміністрації: вул. Незалежності, 9
- Архівний відділ Роздільнянської районної державної адміністрації Одеської області: вул. Шевченка, 85
- Служба у справах дітей: вул. Незалежності, 9
- Сектор містобудування та архітектури: вул. Незалежності, 9
- Сектор з питань оборонної роботи, цивільного захисту та взаємодії з правоохоронними органами: вул. Незалежності, 9
- Районний центр соціальних служб: вул. Незалежності 9
- Відділ статистики у Роздільнянському районі головного управління статистики в Одеській області: Європейська, 75а[81]
- Роздільнянський районний суд: вул. Європейська, 37а[82]
- Роздільнянський міжрайонний відділ державної виконавчої служби Південного міжрегіонального управління Міністерства юстиції: вул. Європейська 75а[83]
- Роздільнянська місцева прокуратура Одеської області: вул. Ярослава Мудрого, 8
- Роздільнянська державна податкова інспекція Головного управління ДПС в Одеській області: вул. Європейська, 37[84]
- Роздільнянський відділ поліції Головного управління Національної поліції в Одеській області: вул. Ярослава Мудрого, 5
- Роздільнянський районний відділ Державної міграційної служби: вул. Ярослава Мудрого, 5
- Митний пост «Кучурган» Одеської митниці Державної фіскальної служби: вул. Європейська, 37а
- Роздільнянський регіональний сервісний центр Міністерства внутрішніх справ в Одеській області: вул. Кишинівська, 2[85]
- Роздільнянський місцевий центр з надання безоплатної вторинної правничої допомоги: вул. Незалежності, 2[86]
- Роздільнянська філія Одеського обласного центру зайнятості: вул. Незалежності, 4а
- Роздільнянський районний відділ державної реєстрації актів цивільного стану Південного міжрегіонального управління Міністерства юстиції: вул. Муніципальна, 17[87]
- Роздільнянський міськрайонний відділ ГУ ДСНС України в Одеській області: Європейська, 48

- 5 Державний пожежно-рятувальний загін ГУ ДСНС України в Одеській області: Європейська, 48
- 32 Державна пожежно-рятувальна частина ГУ ДСНС України в Одеській області: Європейська, 48
- Роздільнянський районний територіальний центр комплектування та соціальної підтримки: Європейська, 35
- Метеорологічна станція другого розряду (М-ІІ) гідрометеорологічного центру Чорного та Азовського морів[88]
- Управління Пенсійного фонду України в Роздільнянському районі: вул. Незалежності, 4а

## Населення
| рік  | 1887 | 1896 | 1897 | 1906 | 1916 | 1920 | 1923 | 1926 | 1927 | 1933 | 1939 | 1959 | 1970  | 1979  | 1989  | 1992  | 1998  |
| осіб | 101  | 179  | 613  | 1174 | 1714 | 1951 | 2026 | 2357 | 2285 | 2800 | 5925 | 9572 | 13909 | 15928 | 17995 | 18800 | 19600 |
| чол. | 61   | 78   | 347  | 673  | 801  | 899  |      |      |      |      | 3003 | 4386 | 6628  | 7354  | 8251  |       |       |
| жін. | 40   | 101  | 266  | 501  | 913  | 1052 |      |      |      |      | 2922 | 5186 | 7281  | 8574  | 9744  |       |       |

| рік  | 2001  | 2003  | 2004  | 2005  | 2006  | 2007  | 2008  | 2009  | 2010  | 2011  | 2012  | 2013  | 2014  | 2015  | 2016  | 2017  | 2018  | 2019  | 2020  | 2021  | 2022  |
| осіб | 17754 | 17545 | 17527 | 17494 | 17603 | 17745 | 17864 | 17815 | 17832 | 17931 | 17894 | 17904 | 17930 | 17995 | 18015 | 17954 | 17913 | 17858 | 17751 | 17593 | 17441 |

Місто входить до 220 найбільших з 461 наявного міста України за чисельністю населення і займає 10 місце за чисельністю серед 19 міст Одеської області. Роздільна є містом з високою щільністю населення. Середній показник щільності населення для міст районного значення з населенням 10-50 тис. чоловік — 662 чол/км2. У Роздільній цей показник — 1817 чол/км2.
За часів незалежності України чисельність населення міста скоротилася всього на 2,23 %, таким чином, Роздільна посідає четверте місце за темпами приросту населення серед міст області.
Діаграма населення міста за весь час існування

### Національний склад
| Національний склад міста у різні роки | Національний склад міста у різні роки | Національний склад міста у різні роки | Національний склад міста у різні роки | Національний склад міста у різні роки | Національний склад міста у різні роки | Національний склад міста у різні роки | Національний склад міста у різні роки | Національний склад міста у різні роки |       |
| Рік                                   | українці                              | росіяни                               | молдовани                             | болгари                               | білоруси                              | вірмени                               | євреї                                 | поляки                                | інші  |
| ------------------------------------- | ------------------------------------- | ------------------------------------- | ------------------------------------- | ------------------------------------- | ------------------------------------- | ------------------------------------- | ------------------------------------- | ------------------------------------- | ----- |
| 1926                                  | 43,4 %                                | 42,8 %                                | 0,5 %                                 | 0,6 %                                 | 1,1 %                                 |                                       | 5,9 %                                 | 1,4 %                                 | 4.30% |
| 1937                                  | 72,64 %                               | 12,25 %                               | 2,24 %                                | 2,06 %                                |                                       |                                       | 4,78 %                                | 1,2 %                                 | 4.83% |
| 2001                                  | 80.11 %                               | 14.21 %                               | 1.89 %                                | 1.37 %                                | 0.63 %                                | 0.45 %                                | 0.13 %                                | 0.10 %                                | 1.11% |

### Мовний склад
Розподіл населення за рідною мовою за даними перепису 2001 року:
| Мова            | Кількість | Відсоток |
| --------------- | --------- | -------- |
| українська      | 11744     | 66.67%   |
| російська       | 5581      | 31.68%   |
| румунська       | 124       | 0.70%    |
| вірменська      | 56        | 0.32%    |
| болгарська      | 46        | 0.26%    |
| білоруська      | 26        | 0.15%    |
| гагаузька       | 3         | 0.02%    |
| інші/не вказали | 35        | 0.20%    |
| Усього          | 17615     | 100%     |

## Бюджет
| Доходи місцевого бюджету всього, (тис. грн.) | 2014 р. | 2015 р. | 2016 р. | 2017 р. | 2018 р. | 2019 р. | 2020 р. |
| Доходи місцевого бюджету всього, (тис. грн.) | 11227,2 | 10478,9 | 12621,4 | 21476   | 28890,8 | 33651,9 | 52960   |

## Охорона здоров'я
|                    | На 1 січня 2018 року |                    |                 |            |
| кількість закладів | ліжок, відвідувань   | в них: працівників | форма власності |            |
| Медичні заклади    | 2                    | 150                |                 |            |
| в тому числі       |                      |                    |                 |            |
| - лікарень, в т.ч. | 1                    | 150                | 496             | комунальна |
| районна            | 1                    | 150                | 398             |            |
| залізнична         | —                    | —                  | —               |            |
| - амбулаторій      | 1                    |                    | 98              |            |
| - диспансери       |                      |                    |                 |            |
| - ФАП              |                      |                    |                 |            |
| - аптека           | 14                   | приватна           |                 |            |

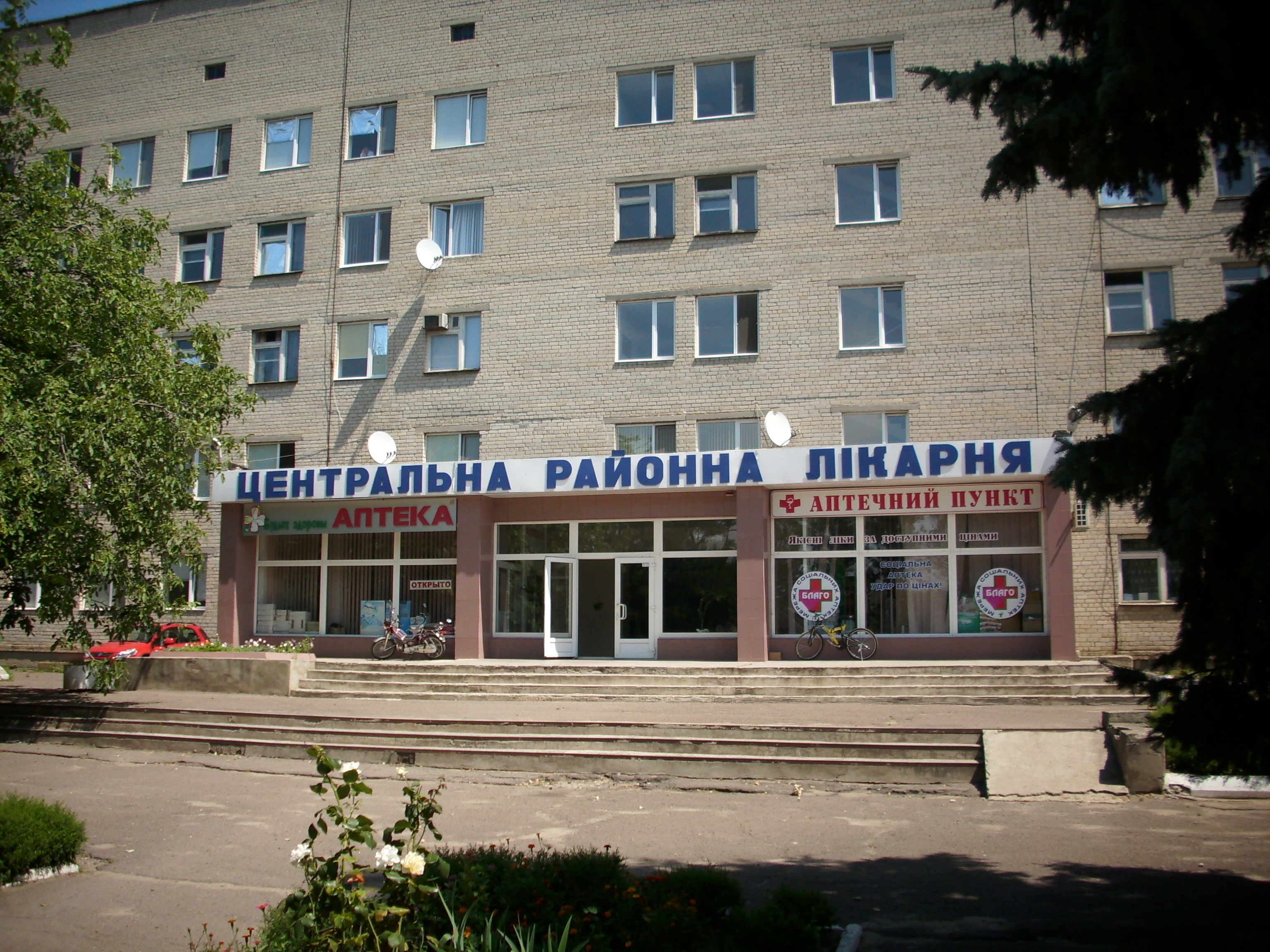
Будівля Роздільнянської багатопрофільної лікарні (2014 рік)

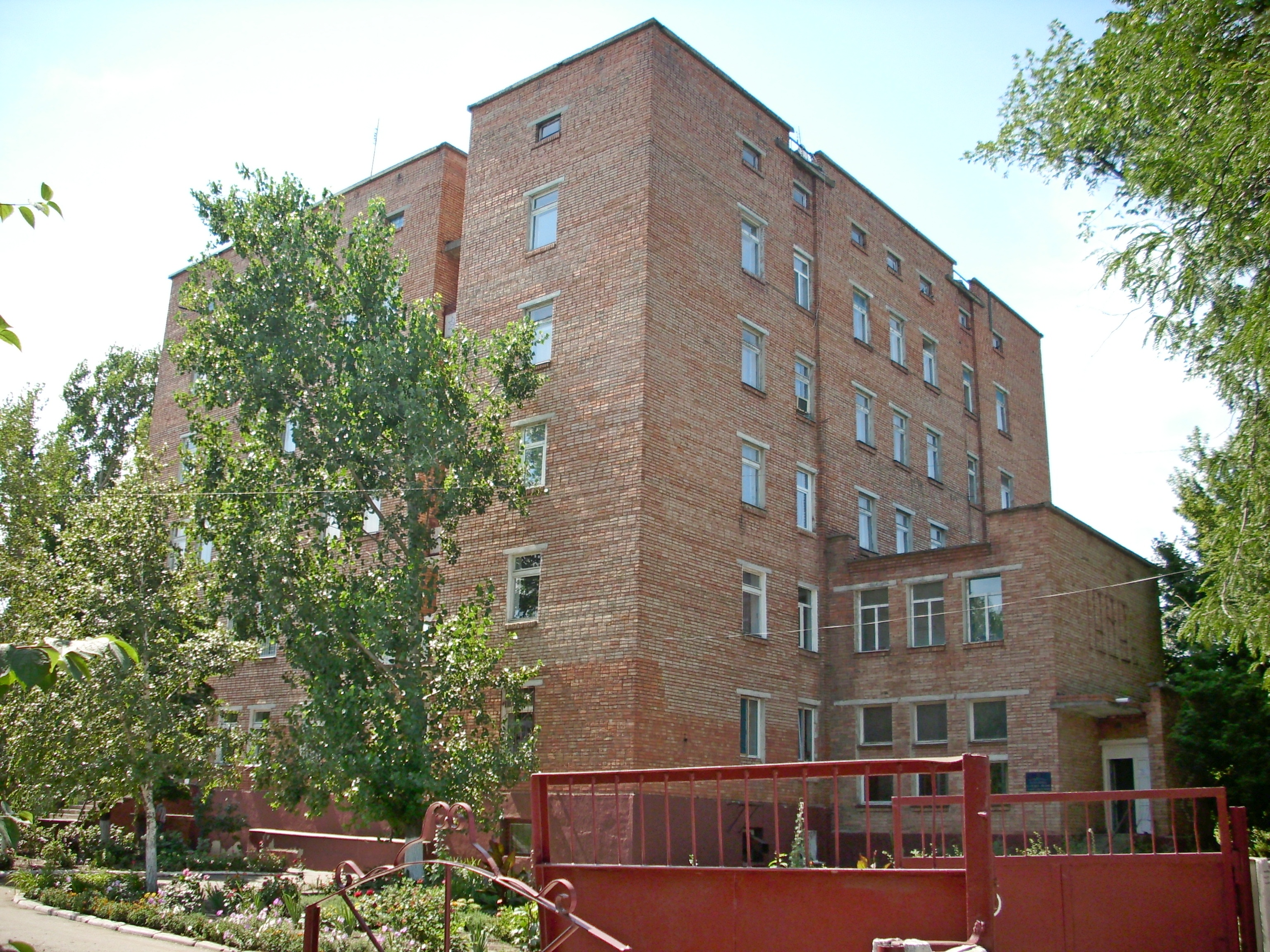
Роздільнянський міський центр первинної медико-санітарної допомоги (2014)

Роздільнянська багатопрофільна лікарня є опорним закладом охорони здоров'я у госпітальній окрузі. За чинним проєктом Одеської обласної держадміністрації Роздільнянська БПЛ має стати базовою лікарнею 4 госпітального округу Одеської області. До цього округу наразі мають ввійти території колишніх Роздільнянського, Великомихайлівського, Ширяївського, Захарівського та Іванівського районів.
У лікарні є приймальне, хірургічне, педіатричне, акушерське, реанімаційне, інфекційне, терапевтичне, фізіотерапевтичне відділення, а також відділення переливання крові, швидкої допомоги, операційний блок, клініко-діагностична лабораторія, рентгенологічний кабінет та ін.
При лікарні функціонує поліклініка.
У рамках загальнодержавної програми «Велике будівництво» у 2020 році у лікарні було відремонтоване приймальне відділення. Лікарня отримала нові концентратори, автоматичний гемолітичний концентратор та апарат КТ. Урочте відкриття приймального відділення відбулося 30 грудня 2020 року, серед гостей був голова Одеської облдержадміністрації Сергій Гриневецький, який передав у подунок від обласної адміністрації цифровий рентген та апарат УЗД.
Також у місті працює Роздільнянський міський центр первинної медико-санітарної допомоги.

## Освіта
| На 1 січня 2018 року        | к-сть | розрахункова кількість місць | В них:                | В них:       | форма власності |
| На 1 січня 2018 року        | к-сть | розрахункова кількість місць | вчителів, вихователів | учнів, дітей | форма власності |
| Вищі навчальні заклади      |       |                              |                       |              |                 |
| Школи                       | 4     |                              |                       |              |                 |
| в тому числі: ЗОШ І—III ст. | 3     | 1400                         | 109                   | 1553         | комунальна      |
| ЗОШ І—II ст.                | 0     |                              |                       |              |                 |
| ЗОШ I ст.                   | 0     |                              |                       |              |                 |
| Шкіл-інтернатів             | 0     |                              |                       |              |                 |
| Гімназій (колегіумів)       | 1     | 900                          | 55                    | 775          | комунальна      |
| Чинних дошкільних закладів  | 3     | 400                          | 50                    | 468          | комунальна      |
| Приміщень недієвих          |       |                              |                       |              |                 |
| — шкільних закладів         |       |                              |                       |              |                 |
| — дошкільних закладів       |       |                              |                       |              |                 |

Загальну середню освіту можна отримати в чотирьох міських ліцеях.
У Роздільній також є музична і дитячо-юнацька спортивна школи. У спортивній школі доступні секції з футболу, волейболу, дзюдо, легкої атлетики та гандболу. У школі проходили навчання 4 учасники Європейських змагань. У 1999 році було закрито місцеве СПТУ-29.
Дошкільна освіта: дитячий садок № 1 «Веселка», № 4 «Ромашка», № 6 «Оленка».

## Засоби масової інформації
Друковані ЗМІ представлені районною газетою «Вперед», редакція якої знаходиться в Роздільній. Співзасновниками газети раніше були Роздільнянська райдержадміністрація та районна рада. З травня 2017 року є приватним підприємством. Друкується газета в одеському видавництві «Чорномор'я». Газета виходить українською мовою два рази на тиждень (середу та суботу).
Також газета має інтернет-сайт та дозволяє оформлювати електронну підписку.

## Заклади культури

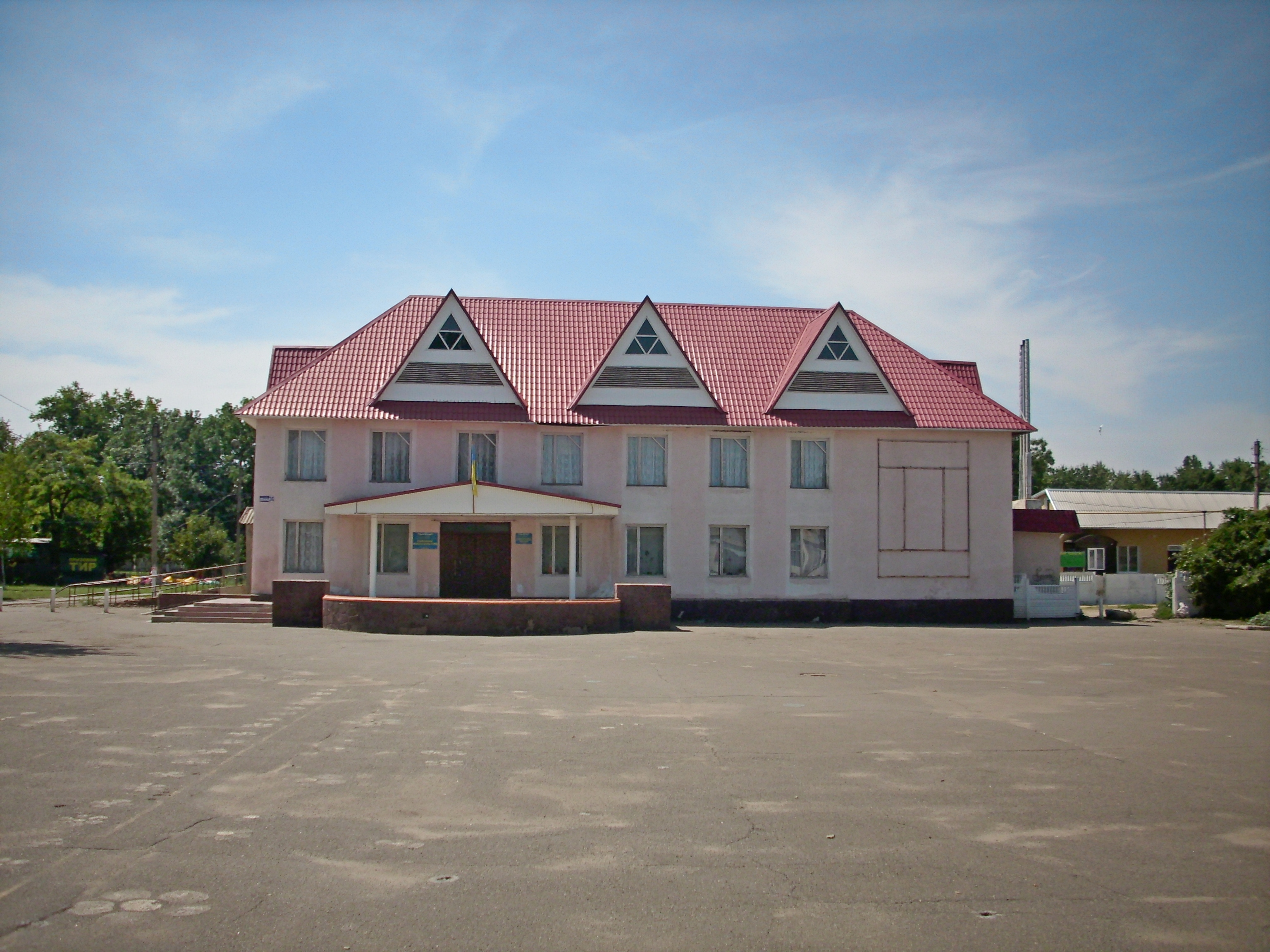
Палац культури (2014 рік)

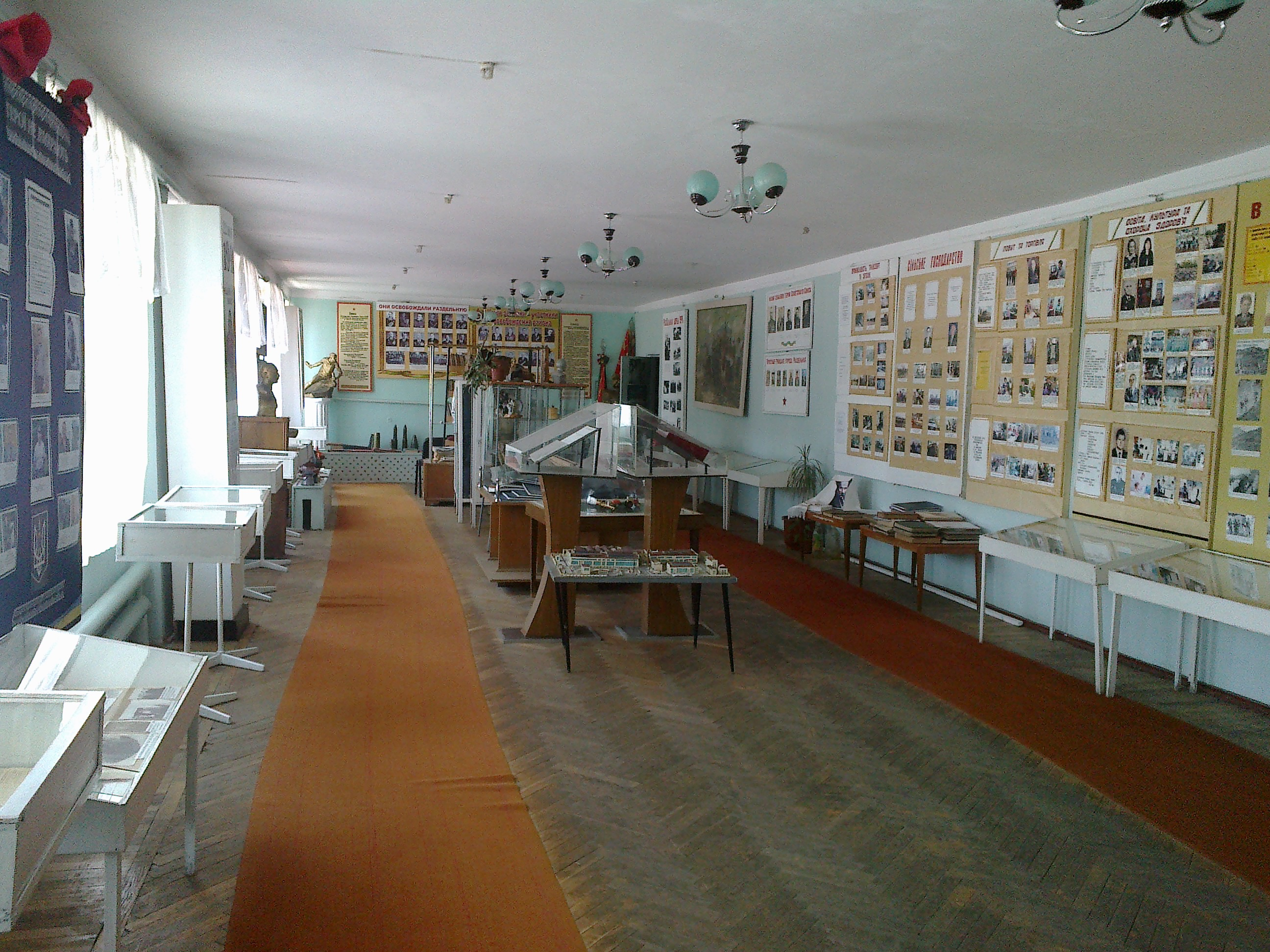
Народний історико-краєзнавчий музей

- Палац культури
- Роздільнянська школа мистецтв
- Бібліотеки 2 – міська та районна
- Музей — Народний історико-краєзнавчий

## Спортивні заклади та споруди

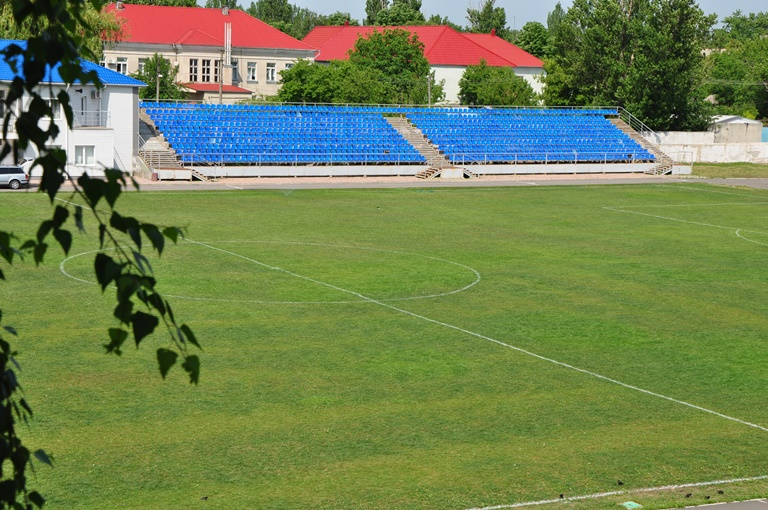
Стадіон у Роздільній

- Роздільнянська дитячо-юнацька спортивна школа.
- Стадіон.
- Спортивно-тренувальний майданчик у зоні зелених насаджень (біля ДЮСШ)

## Дорожня інфраструктура
У Роздільній 72 вулиці, 55 провулків та 3 площі.
| Вулиці                | Вулиці                  | Провулки               | Провулки                |
| --------------------- | ----------------------- | ---------------------- | ----------------------- |
| Армійська             | Муніципальна            | 8 Березня              | Промисловий             |
| Балківська            | Незалежності            | Армійський             | Розалівський            |
| БМП-823               | Новоселів               | Благовіщенський        | Роздільнянський         |
| Богдана Хмельницького | Одеська                 | Будівельний            | Свято-Миколаївський     |
| братів Стоянових      | Ольгіївська             | Весняний               | Сергія Іщенка           |
| Василя Стуса          | Осіння                  | Владислава Нєізвєстних | Сергія Марченка         |
| Виноградна            | Південна                | Водопровідний          | Сонячний                |
| Вишнева               | Північна                | Волошковий             | Спортивний              |
| Водопровідна          | Поліцейська             | Газетний               | Тираспольський          |
| Володимира Самойлова  | Польова                 | Джерельний             | Тихий                   |
| Георгія Кірпи         | Понятівська             | Дружний                | Тінистий                |
| Гоголя                | Привокзальна            | Заводський             | Травневий               |
| Горіхова              | Придорожня              | Затишний               | Транспортний            |
| Джерельна             | Промислова              | Зелений                | Храмовий                |
| Європейська           | Радісна                 | Зимовий                | Чорноморського козацтва |
| Залізнична            | Садова                  | Зірковий               | Шевченка                |
| Залізничний розсадник | Світла                  | Злагоди                | Шкільний                |
| Запрудна              | Свято-Миколаївська      | Квітневий              | Ювілейний               |
| Затишна               | Святого Інокентія       | Київський              | Яблуневий               |
| Злагоди               | Сергія Дмитрієва        | Коновальця Євгена      |                         |
| Івана Франка          | Сергія Хмелевського     | Космонавтів            |                         |
| Калинова              | Січова                  | Коцюбинського          |                         |
| Квіткова              | Сонячна                 | Лисенка                |                         |
| Київська              | Старобазарна            | Лісний                 |                         |
| Кишинівська           | Степова                 | Метеорологічний        |                         |
| Козацька              | Східна                  | Миколаївський          |                         |
| Лесі Українки         | Тираспольська           | Мирний                 |                         |
| Лисенка               | Травнева                | Молодіжний             |                         |
| Лісова                | Транспортна             | Незалежний             |                         |
| Лугова                | Троїцька                | Одеський               |                         |
| Михайла Грушевського  | Храмова                 | Олександра Кіліянчука  |                         |
| Малинова              | Чорноморського козацтва | Осінній                |                         |
| Миколаївська          | Шевченка                | Павла Скоропадського   |                         |
| Миру                  | Шкільна                 | Польовий               |                         |
| Молодіжна             | Щаслива                 | Поштовий               |                         |
| Морська               | Ярослава Мудрого        | Привокзальний          |                         |
| Площі                 |                         |                        |                         |
| Привокзальна          |                         |                        |                         |
| Центральна            |                         |                        |                         |
| Ювілейна              |                         |                        |                         |

## Пам'ятки

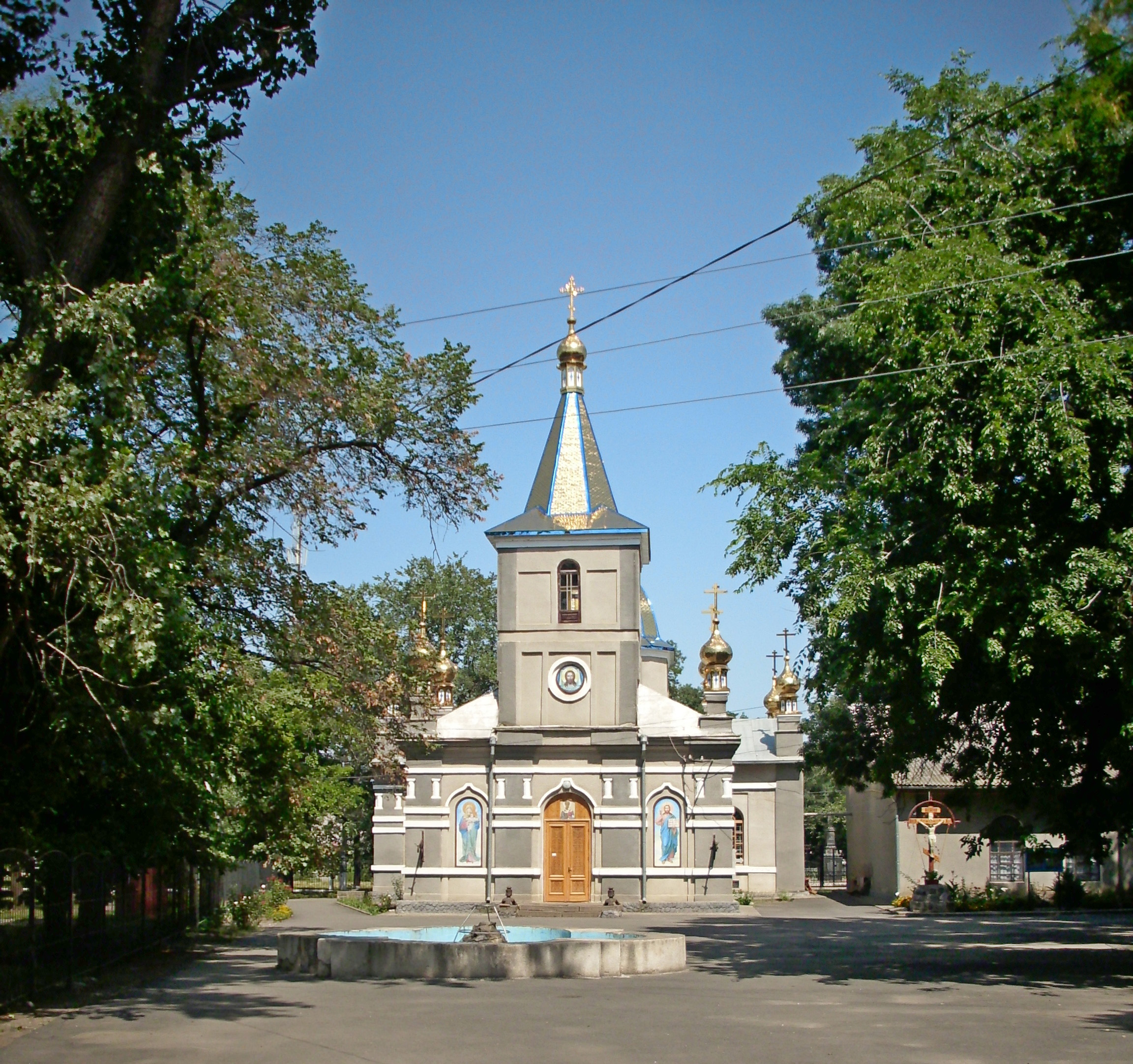
Свято-Миколаївська церква (2014 рік)

- Свято-Миколаївська церква, збудована у 1901 році.
- Будинок відпочинку машиністів (понад 100 років).
- Пам'ятник Тарасу Шевченку (українські художники Володимир Цирулік та Василь Мироненко, скульптор Олексій Копйов).
- Братське кладовище воїнів, загиблих при вигнанні нацистських окупантів з Роздільної 4—5 квітня 1944 року (Алея Слави).
- Пам'ятник воїнам-афганцям.
- Пам'ятник жертвам Голодомору-геноциду 1932—1933 років в Україні.
- Пам'ятник жертвам Чорнобиля.
- Пам'ятник міліціонерам, працівникам РВ, загиблим при виконанні службових обов'язків.
- Пам'ятник воїнам-роздільнянцям, загиблим в роки Німецько-радянської війни.
- Пам'ятний комплекс радянським воїнам, які загинули при вигнанні нацистських окупантів з Роздільної у квітні 1944 року (Центральна площа).
- Меморіальна плита пам'яті загиблих воїнів АТО.

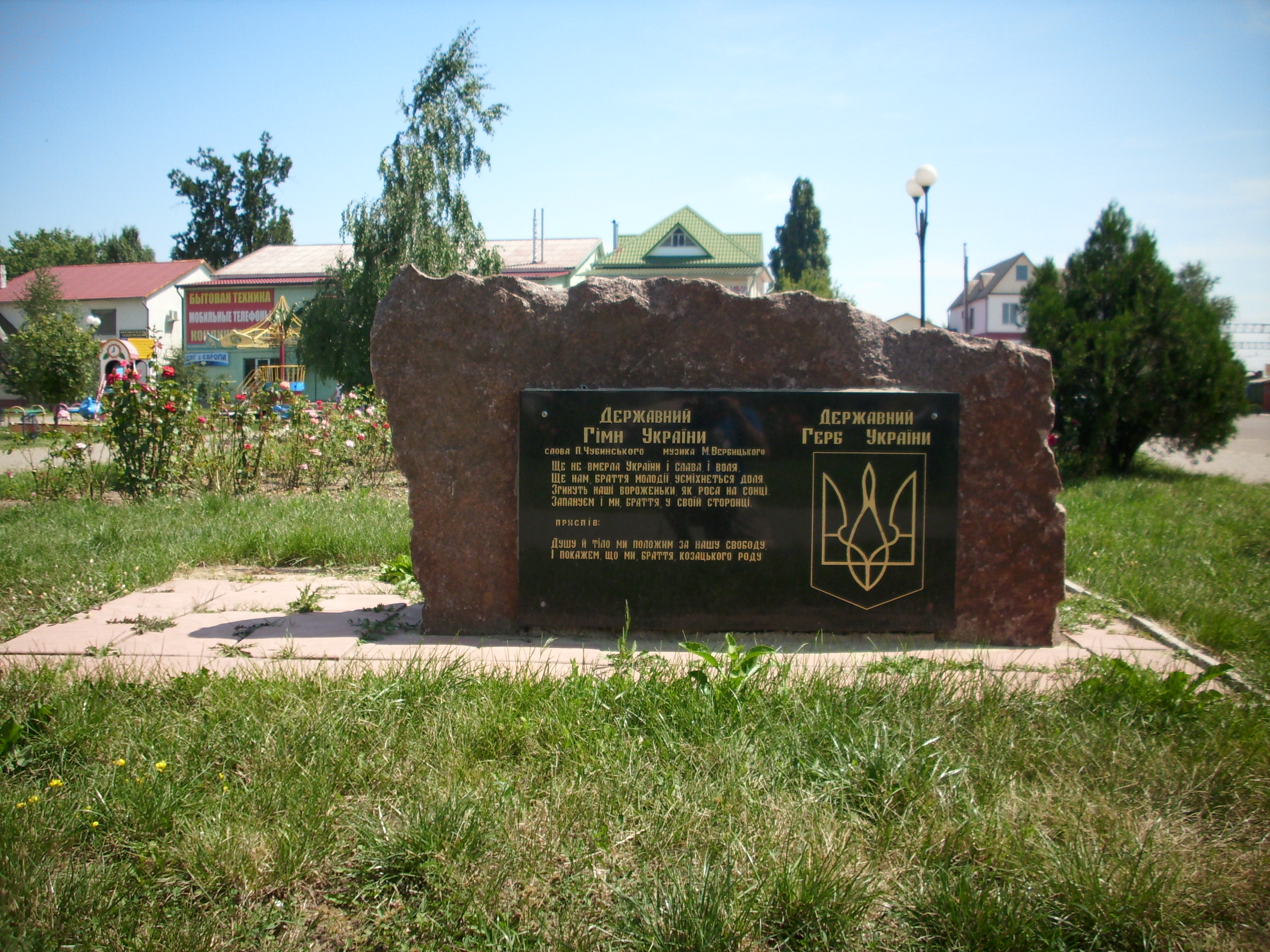
Державний гімн і герб України в парку Шевченка
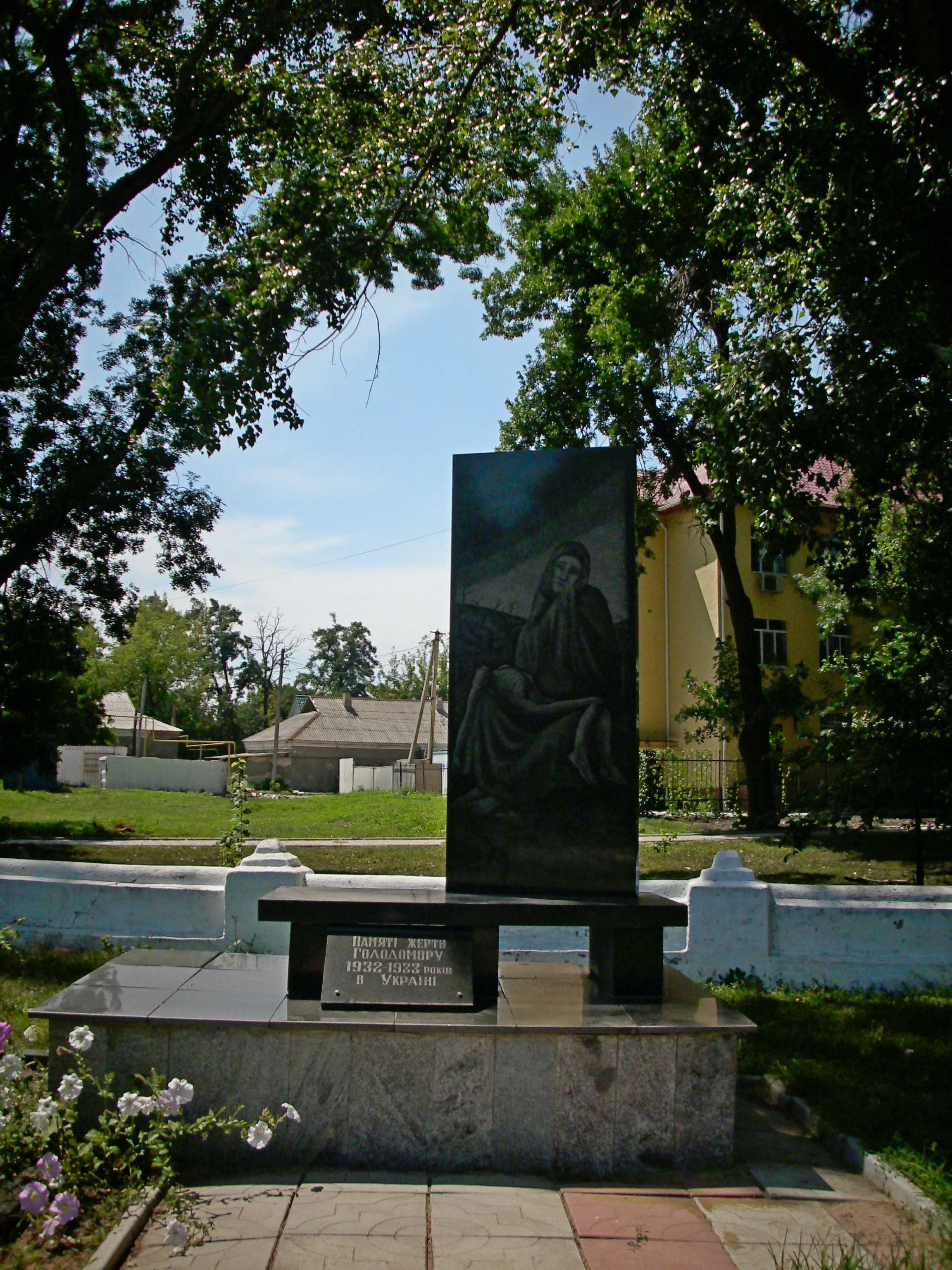
Пам’ятник жертвам Голодомору
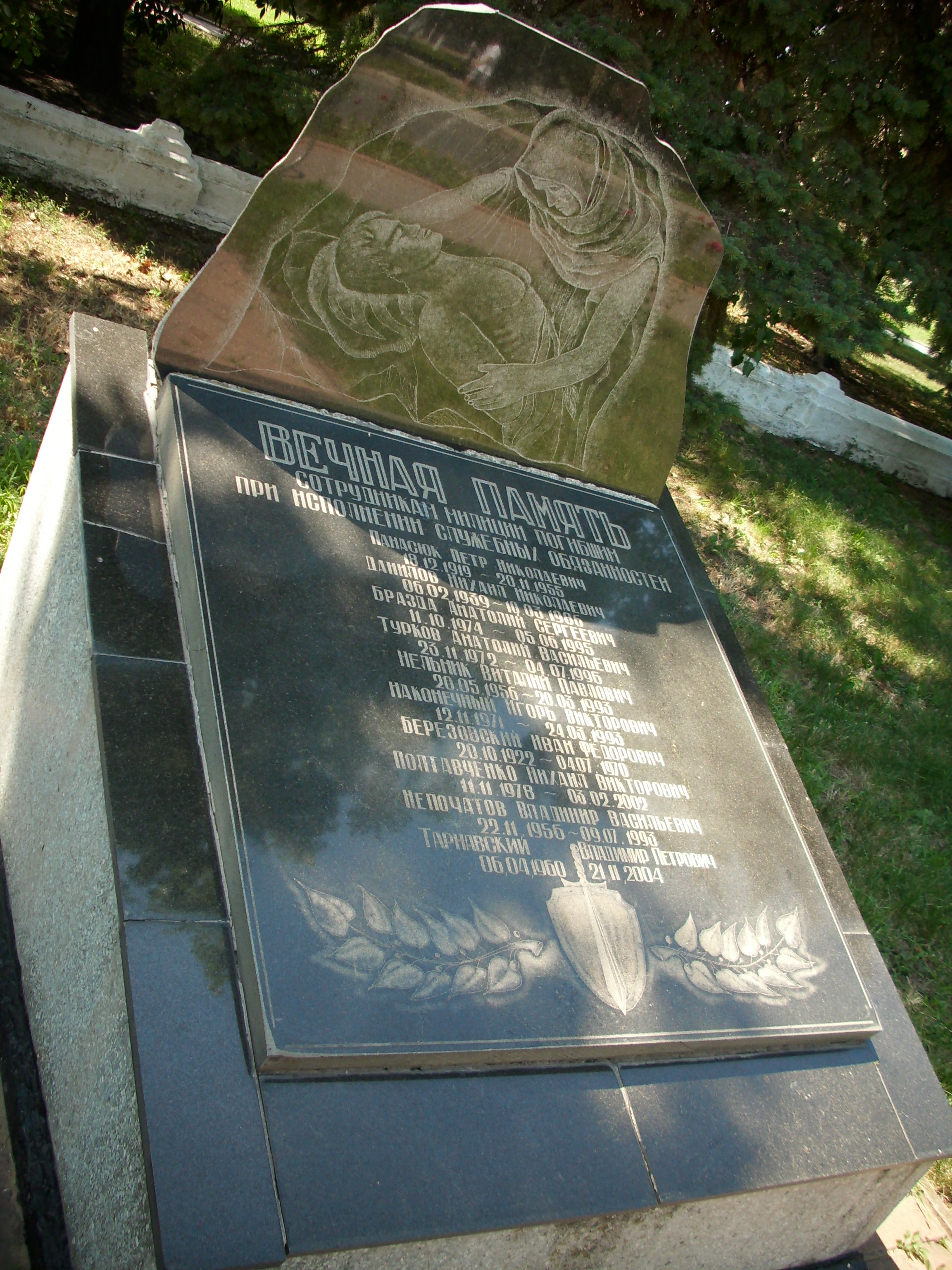
Пам’ятник міліціонерам
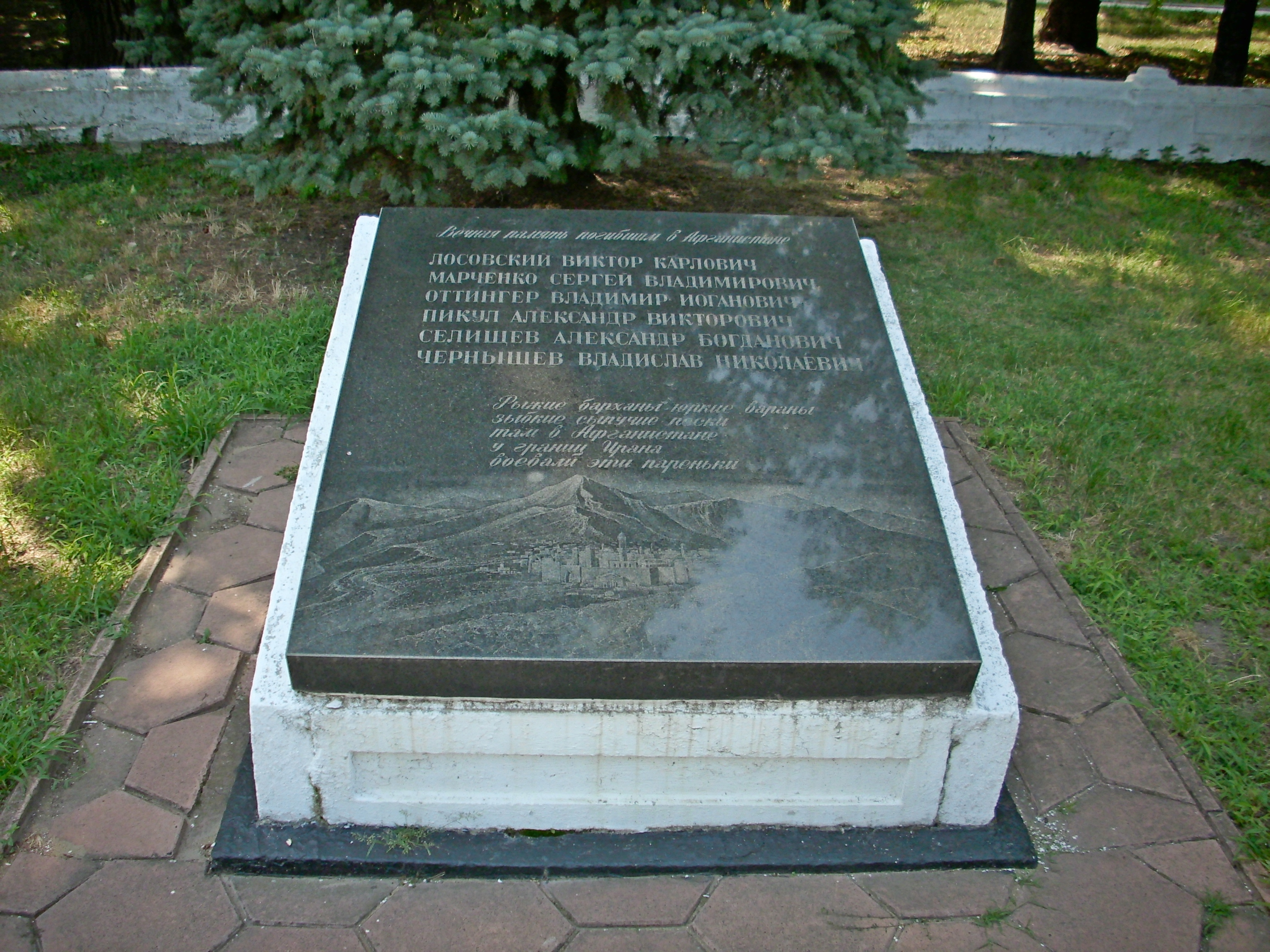
Пам’ятник воїнам-афганцям
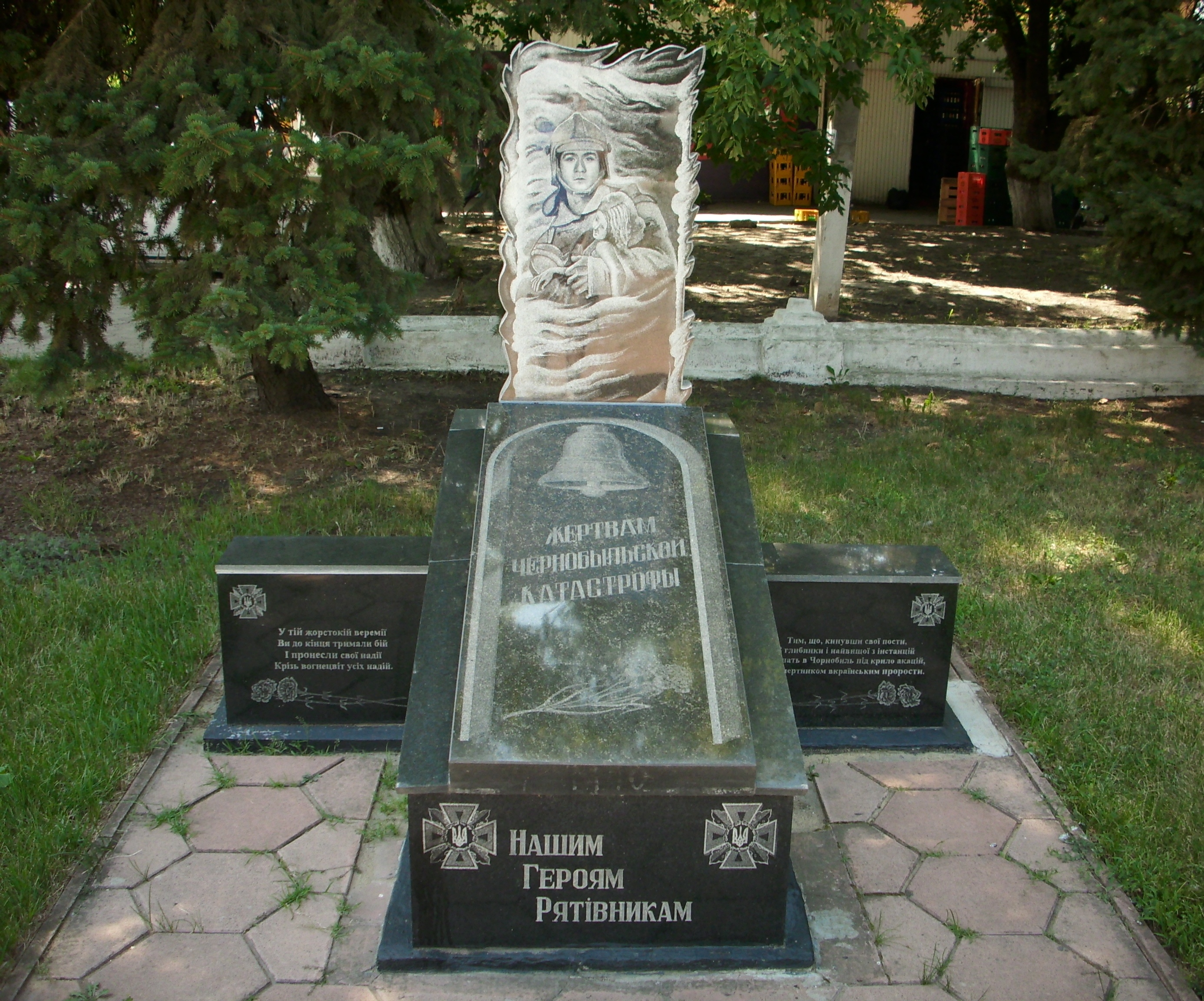
Пам’ятник жертвам Чорнобиля
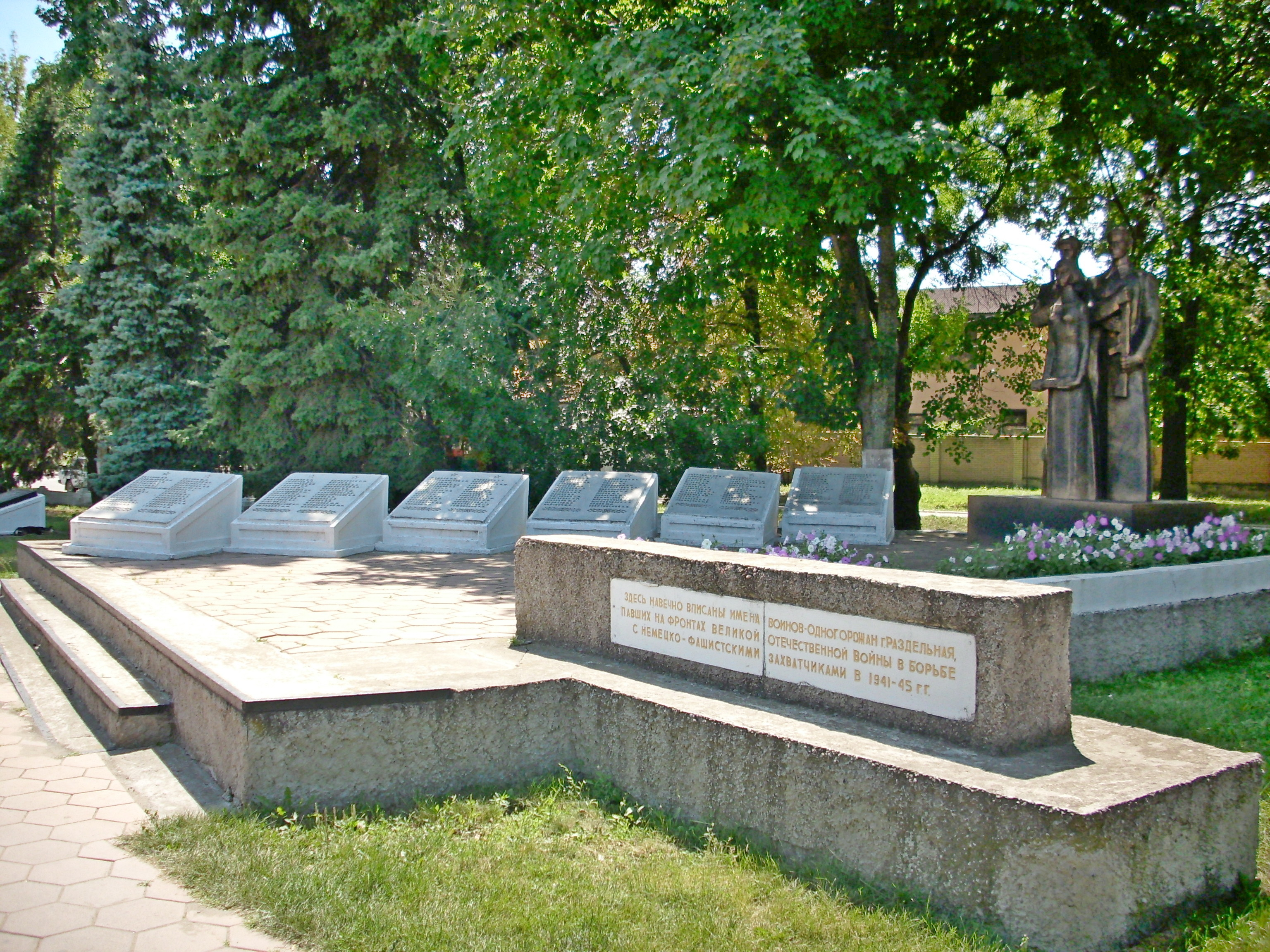
Пам’ятник жертвам Німецько-радянської війни
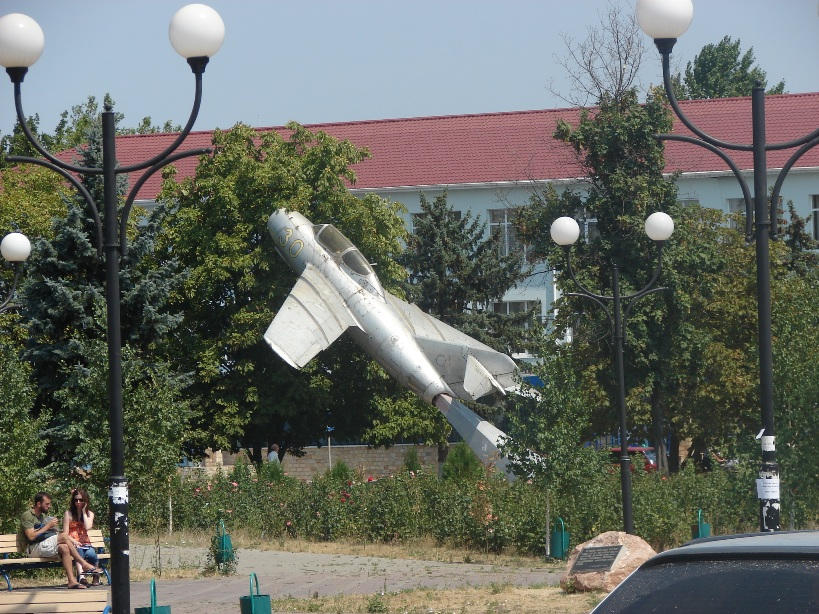
МіГ-15УТІ
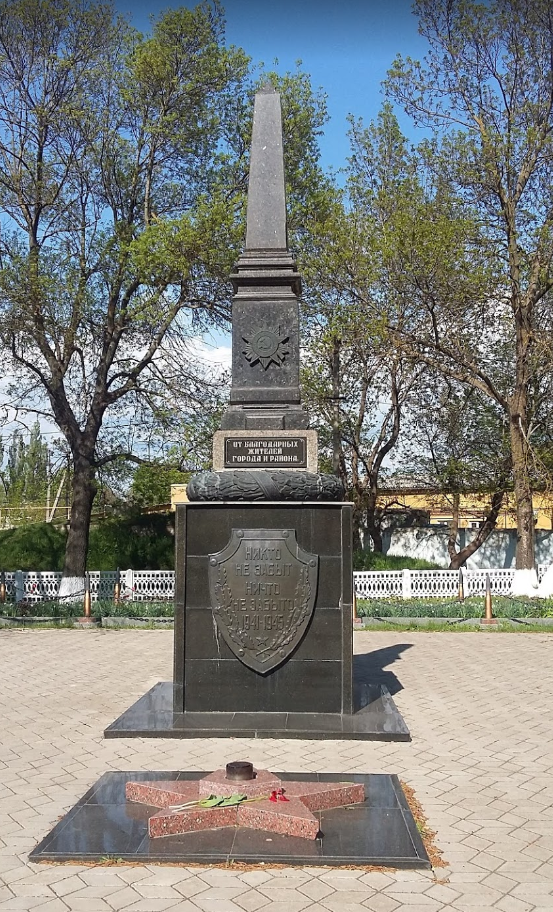
Вічний вогонь
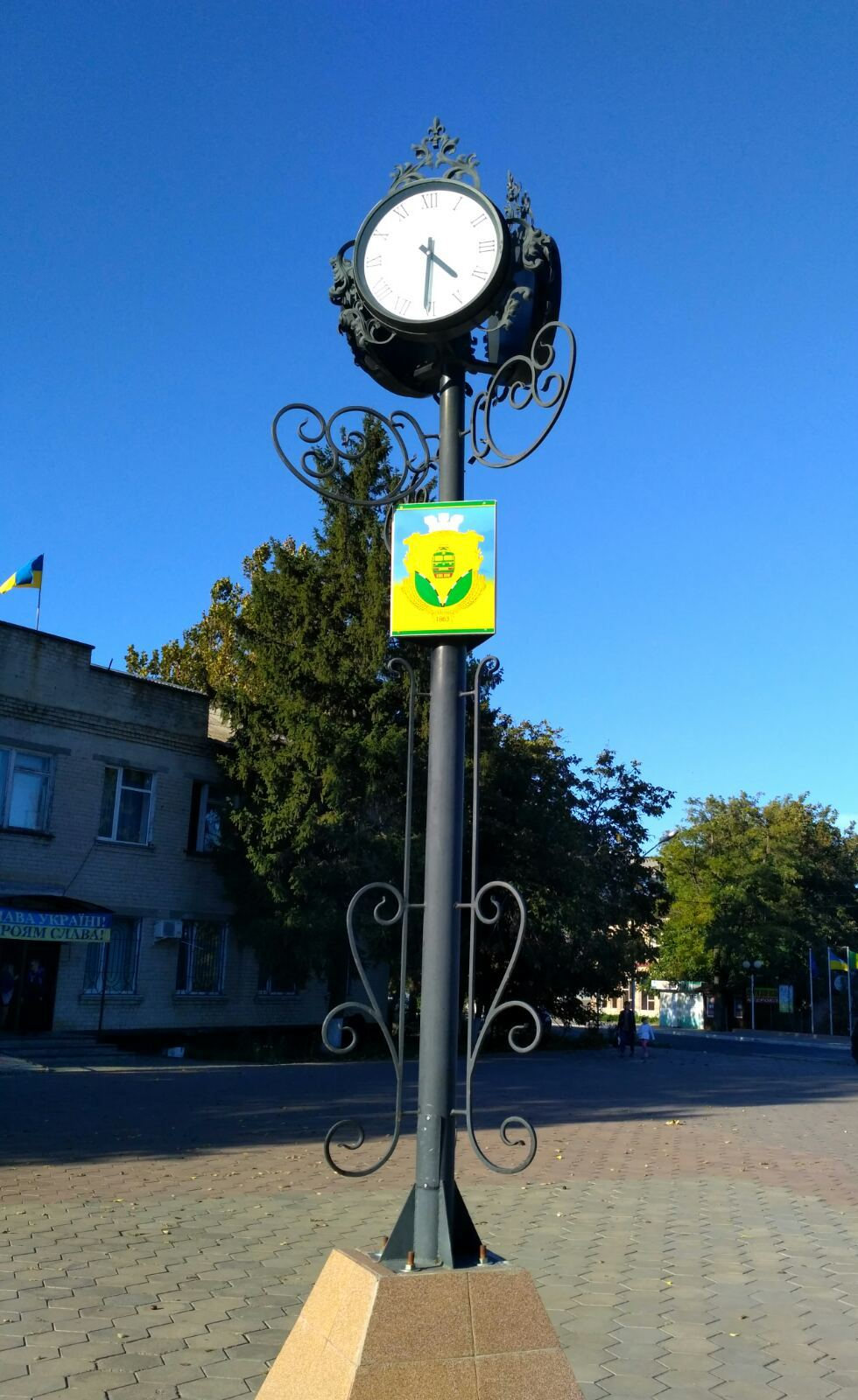
Годинник для побачень
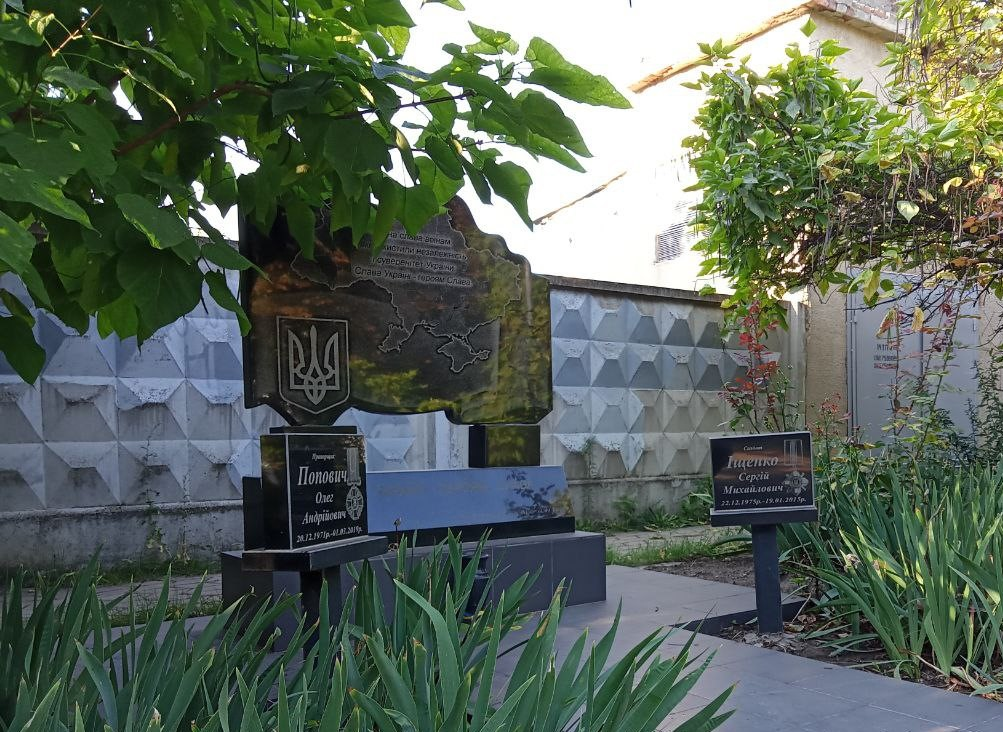
Меморіальна плита пам'яті загиблих воїнів АТО
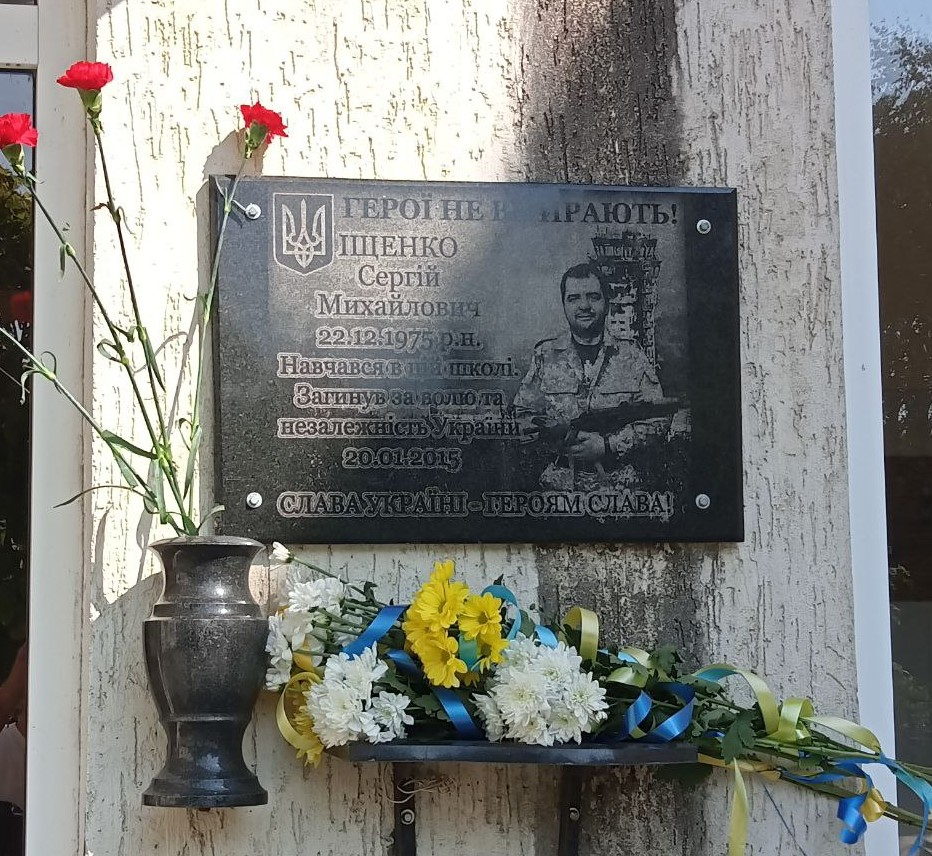
Пам’ятна табличка загиблому Сергію Іщенку

## Соціально-економічні проблеми й пропозиції стосовно їх вирішення
1. Будівництво водопровідної помпової станції 3-го підйому та резервуарів чистої води.
2. Розробка генерального плану м. Роздільна.
3. Виготовлення проєкту встановлення меж м. Роздільна.
4. Капітальний ремонт комунальних доріг.
5. Будівництво та капітальний ремонт пішохідних доріжок, тротуарів.
6. Освітлення вулиць міста.
7. Реконструкція каналізаційних очисних споруд в місті.
8. Капітальний ремонт дахів, фасадів та внутрішніх комунікацій багатоквартирних житлових будинків.
9. Будівництво нового дошкільного навчального закладу.
10. Облаштування дитячих майданчиків міста.
11. Створення міського культурно-розважального центру.

## Декомунізація та дерусифікація
28 лютого 2014 року невідомими у центрі міста був повалений пам'ятник Леніну. У рамках декомунізації у Роздільній у лютому 2016 року були перейменовані 26 вулиць та 9 провулків. Головна вулиця міста — Леніна отримала назву Європейська.
| Вулиці           | Вулиці                                   | Провулки       | Провулки                |
| Стара назва      | Нова назва                               | Стара назва    | Нова назва              |
| ---------------- | ---------------------------------------- | -------------- | ----------------------- |
| Будьонного       | Джерельна                                | Будьонного     | Джерельний              |
| Ватутіна         | Свято-Миколаївська                       | Ватутіна       | Свято-Миколаївський     |
| Говорова         | Івана Франка (скор. І.Франка)            | Ворошилова     | Благовіщенський         |
| Горького         | Святого Інокентія (скор. Св. Інокентія)  | Димитрова      | Зірковий                |
| Дзержинського    | Ольгіївська                              | Комсомольський | Чорноморського козацтва |
| Димитрова        | Георгія Кірпи (скор. Г.Кірпи)            | Котовського    | Незалежний              |
| Енгельса         | Калинова                                 | Маяковського   | Тираспольський          |
| Калініна         | Кишинівська                              | Піонерський    | Тихий                   |
| Кірова           | Володимира Самойлова (скор. В.Самойлова) | Радянський     | Затишний                |
| Комсомольська    | Чорноморського козацтва                  |                |                         |
| Котовського      | Молодіжна                                |                |                         |
| Крупської        | Успенська                                |                |                         |
| Карла Лібкнехта  | Північна                                 |                |                         |
| К.Маркса         | Муніципальна                             |                |                         |
| Леніна           | Європейська                              |                |                         |
| Ленінградська    | Запрудна                                 |                |                         |
| Мануїльського    | Старобазарна                             |                |                         |
| Орджонікідзе     | Горіхова                                 |                |                         |
| Радянська        | Затишна                                  |                |                         |
| Свердлова        | Незалежності                             |                |                         |
| Старченка        | Козацька                                 |                |                         |
| Фрунзе           | Радісна                                  |                |                         |
| Чапаєва          | Сонячна                                  |                |                         |
| Червоноармійська | Ярослава Мудрого                         |                |                         |
| Щербакова        | Щаслива                                  |                |                         |
| Щорса            | Польова                                  |                |                         |

22 вересня 2022 року в рамках дерусифікації у Роздільнянській міській територіальній громаді  міською радою було перейменовано 25 вулиць та 10 провулків у місті та селах громади. У Роздільній було перейменовано низку вулиць та провулків:
| Вулиці             | Вулиці       | Провулки           | Провулки          |
| Стара назва        | Нова назва   | Стара назва        | Нова назва        |
| ------------------ | ------------ | ------------------ | ----------------- |
| Лєрмонтова         | Понятівська  | Гагарінський       | Весняний          |
| Малиновського      | Малинова     | Карбишева генерала | Злагоди           |
| Міліцейська        | Поліцейська  | Жовтневий          | Осінній           |
| Московська         | Миколаївська | Комарова           | Розалівський      |
| Нахімова           | Морська      | Лермонтова         | Коновальця Євгена |
| Осипенко Поліни    | Балківська   | Мічуріна           | Яблуневий         |
| Пушкінська         | Храмова      | Пушкінський        | Храмовий          |
| Плієва генерала    | Залізнична   | Шпака Романа       | Квітневий         |
| Толстого           | Стуса Василя | Черняховського     | Промисловий       |
| Черняховського     | Промислова   | Московський        | Миколаївський     |
| Громова            | Світла       |                    |                   |
| Жовтнева           | Осіння       |                    |                   |
| Карбишева генерала | Злагоди      |                    |                   |

6 березня 2024 року Роздільнянська міська рада ухвалила рішення про перейменування вулиці та провулку 1-го Травня на Травневу вулицю та провулок Травневий.
26 липня 2024 року головою Одеської ОДА Олегом Кіпером було підписано розпорядження «Про перейменування об’єктів топоніміки у населених пунктах Одеської області». Відповідно до цього розпорядження в місті Роздільна вібулося перейменування 6 вулиць та провулків:
| Вулиці            | Вулиці              | Провулки          | Провулки               |
| Стара назва       | Нова назва          | Стара назва       | Нова назва             |
| ----------------- | ------------------- | ----------------- | ---------------------- |
| 40 років Перемоги | Сергія Дмитрієва    | 30 років Перемоги | Павла Скоропадського   |
| Генерала Агрікова | Сергія Хмелевського | Артеменка         | Олександра Кіліянчука  |
| Чиркова           | Січова              | Гвардійський      | Владислава Нєізвєстних |

## Відомі люди
- Бербеко Олександр Тихонович (1896—1937) — військовий льотчик, репресований у 1937 році.

- Кудрявцев Ничипор Лаврентійович (1915—1941) — військовий.
- Артеменко Степан Єлизарович (1913—1977) — військовий.
- Буковський Володимир Якович (1928—2018) — письменник, за мужність і самопожертву, виявлені у роки Другої світової війни у врятуванні осіб єврейської національності від фашистського геноциду, збереження пам'яті жертв Голокосту нагороджений орденом «За мужність» III ступеню[133][134][135][136].
- Тітенко Валерій Григорович (1947—2004)  — український політик, народний депутат Верховної Ради України II скликання[137].
- Іщенко Сергій Михайлович (1975—2015) — військовий, «кіборг», посмертно нагороджений орденом «За мужність» III ступеня та нагрудним знаком «За оборону Донецького аеропорту».[138].
- Попович Олег Андрійович (1971—2019) — прапорщик Збройних сил України, учасник російсько-української війни.
- Дмитрієв Сергій Володимирович (10 серпня 1983 р., м. Роздільна — 21 лютого 2023 р., с. Берхівка Донецька область) — старший сержант, гранатометник Збройних сил України, учасник російсько-української війни.
- Андреєва-Григорович Аїда Сергіївна — геолог, палеонтолог.
- Зайцев Олег Дмитрович — театрознавець, культуролог, заслужений працівник культури України.
- Жаловага Анатолій Степанович — релігійний діяч, перший ректор Українського гуманітарного інституту.
- Нудний Сергій Вікторович — молдовський футболіст українського походження.
- Гриневецький Сергій Рафаїлович — український політик, депутат Верховної Ради 3-го, 6-го та 7-го скликань та колишній голова Одеської обласної державної адміністрації.
- Дорошенко Андрій Юрійович — спортсмен, срібний призер у кульовій стрільбі на літніх Паралімпійських іграх 2020 року, нагороджений орденом «За заслуги» ІІІ ступеня[139].
- Логов Антон Васильович — художник-монументаліст[140].
- Кабаков Олександр — актор Одеського академічного театру музичної комедії імені Михайла Водяного[141][142].
- Шевельов Дмитро Юхимович — інженер-електронік, борець за соціальну справедливість який ненавидить корупцію і корупціонерів, та вносить свій посильний вклад в боротьбу з ними.

- Платонов Руслан Валентинович — письменник, автор бестселеру «Кукловоди» (2002р.) та інших творів.

За досягнення перед містом присвоюється звання «Почесний громадянин міста Роздільна» або видається почесна відзнака «За досягнення перед містом».